# バトル・ロワイアルの登場人物
バトル・ロワイアルの登場人物（バトル・ロワイアルのとうじょうじんぶつ）は小説・漫画・映画『バトル・ロワイアル』の登場人物を記述する。
「演」は映画での俳優。

## 城岩中学校3年B組 男子

### 主要人物
七原 秋也（ななはら しゅうや）
演 - 藤原竜也
男子15番。支給武器は軍用ナイフ（映画：鍋蓋）。
本作の主人公。ウェーブのかかった癖っ毛の長髪で、少し寝ぼけた感じの猫のような愛嬌のある二重まぶたの少年。ブルース・スプリングスティーンの真似をして襟足が肩口まで伸びている。少しかすれた高くも低くもない声の持ち主。ロックをこよなく愛し（原作では後述の新谷、映画版では国信、漫画版では野球部を退部した時に偶然聞いたラジオ番組がきっかけ）、国のやり方に不満を抱いている。
事故で（原作の設定。漫画版では母親は病死）両親が他界したため、国信と同じカトリック系の孤児院「慈恵館」で生活しており、国信とは幼馴染で無二の親友である。父親は法律関係でかつ人を助ける仕事をしていたという。
かつて野球部に所属していたが、トラブルを起こして退部になる。ショートでありながらピッチャーもできたことから（必ず打ち、塁に出たら後が続かなくても盗塁でチャンスを広げ、1シーズンにホームスチール3回を決めたこともある。満塁のピンチ、ヒット性のあたりも併殺に仕留め、ピッチャーがへばったらショートからマウンドに上がることもあった）、「七原」と「ワイルドカード」に引っ掛けて『ワイルドセブン』という異名をつけられている。
陽気な性格で、何事にもめげない精神力を持つ。本人はまるで自覚が無かったが、B組女子の間で人気が高くモテる。運動神経も良く、100メートルを11秒台前半で走れる。なお、少なくとも国信、滝口、旗上、内海、谷沢と同じ小学校出身である。
プログラムの説明時間中に国信の死を目の当たりにし、スタート後に国信の意中の人だった典子と行動を共にする。やがて元渕恭一に撃たれそうになったところで川田と出会い、彼が同じようにプログラムに反感を持っていることを知り意気投合、3人でプログラムから脱出するため行動を開始する。桐山に重傷を負わされたり、誤解から榊に毒殺されかかったりするなど、何度となく危機に襲われる。
（記録上は）40番目の死亡者。より多くの生徒と共にプログラムから脱出することを目指して奔走するが、説得に応じない生徒が多かったり、応じようとした生徒もその直後に桐山、相馬などの積極的にプログラムに乗った生徒の手にかかったり、些細な誤解から同士討ちを起こしてしまうなどした結果、親しい友人や命の恩人である川田も死亡してしまうなど、多くの挫折を味わうが、典子を守り抜いて脱出に成功する。
漫画版では原作以上に感情的で熱血漢の強い面が強調されており、入院して病死した実母から「正義」という言葉を教えられて育った。映画版では密かに典子に心を寄せており、小学4年の時に母親が家出、父親が中学入学の日に自殺して施設に入ったという経緯の他、反体制的描写がないため、原作とはかなり雰囲気が異なる。
誕生日は10月13日で、血液型はB型。視力は左1.2、右1.5。身長は170センチメートル、体重58キログラムと痩せ型だが筋肉質な体格。
漫画版のプロフィールでは、音楽部に所属、得意科目は音楽・体育、苦手科目は英語（ロックの歌詞は例外）とされている。漫画版で行われた人気投票ではいずれも2位に入賞。
川田 章吾（かわだ しょうご）
演 - 山本太郎
男子05番。支給武器はレミントンM31RSショットガン（映画：SPAS12）。
4月に神戸から転校してきた男子生徒。1年留年しており、転校して来た理由に関して様々な憶測が飛び交っている。坊主に近い刈り込んだ髪で（以前の中学の頃は長髪だった。映画版では額にオレンジ色のバンダナをしている）、縁日のテキ屋の兄ちゃんを連想させる風貌に無精髭、ミドル級ボクサーのような中学生離れした大柄で屈強な肉体と、左眉の上や全身に走る無数の傷に左肩口の銃創、無口で無愛想な態度などが原因で、他の生徒から敬遠され孤立している。因縁をつけてきた笹川を暴力を一切使わずに威圧だけで返り討ちにするほどの凄みを持ち、不良グループからも一目置かれている存在だが、特に付き合いはない。
実は、前年度に神戸で行われたプログラムの『優勝者』であり、留年の原因もその負傷で学校に満足に通えなかったため。原作では明記されていないが、漫画版では前回プログラムでやむなく戦う道を選び、14人の級友を殺害している。前のプログラムで恋人である大貫を失っており、彼女の形見のバードコールを持っている（映画版では彼女を守るために戦う道を選び、親友にまで銃口を向けたという）。母親は7歳の時に脳神経の病気で死亡、父親はプログラムに選ばれたことを政府に抗議して殺された。
プログラム中、元渕に射殺されそうになった七原と典子を助け、その後行動を共にする。前回のプログラム優勝後に様々な知識を仕入れ、反政府思想を強く持つようになって反政府運動に連なる人脈を形成し、それが後に七原と典子の国外逃亡の手助けとなった（政府の調査では神戸在学時代及び神戸のプログラムにおいて反政府的行動は確認されていなかった）。しかし、現状では国を変えることが不可能なこと、自分の行動が自己満足に過ぎないことを理解している。
普段は無口でクラスメイトとの交流をほとんど持たないため怖がられていたが、実際はそれとは裏腹に、饒舌で独特の皮肉を交えたユーモアセンスのある論理的な会話をしたり、おどけたりするなど気さくな性格である。屈強な肉体による高い身体能力だけでなく超人的な奇策をもつ桐山と互角に戦うなど戦略観にも長け、冷静な分析力や様々な知識を持ちハッキングもこなす頭脳派でもある。スラム街で開業医をやっていた父の手伝いをしていたことから医療技術に精通しており、医術はもちろん自動車や船の運転、読心術、料理まで出来てしまい、様々な知識と技術を持ち合わせた優秀な人物。また、人間観察力が高く、桐山に基本的感情が欠落していたことにも薄々感づいていた。七原と同じくロックを好む。またかなりのヘビースモーカーであり、「WILD7」という銘柄の煙草を愛飲（漫画版では神戸のプログラム実施前から喫煙していた）。
残り3人になった後、七原と典子を裏切って殺害したかに見せかけ、坂持（漫画では嘉門）を一時的に欺いてハッキングに成功して自分たちの首輪を外し、優勝する。坂持を殺害し、七原や典子と共に島を脱出することに成功するも、桐山に負わされた傷が致命傷となり、七原と典子に激励の言葉を残し看取られながら死亡する。記録上はプログラムの優勝者。
漫画版では原作以上に中学生離れした大柄かつ屈強な体格となっている他、論理的な面が強調され、人の心を軽視していると恋人の大貫と口論になった過去があり、プログラム中そのことを気にしていた。
映画版では桐山と共にプログラム開始直前に謎の転校生として登場。3年前の神戸五中3年C組を対象に行われたプログラムを優勝し、ホームレス生活を送っている所を「ゲームを面白くするため」という理由だけでゲーム開始直前に島に連れてこられたという設定になっている。また、特技を披露する度に医者の息子、コックの息子、漁師の息子などと言って自分の経歴を曖昧にしたり、関西弁で話したりするなど、変更点も多い。死に際には「最後に、ええ友達ができてよかった」と言い残している。
誕生日は7月7日。漫画版のプロフィールでは、身長183センチメートル、体重84キログラム、部活動、及び得意科目・苦手科目は特に無いとされている。漫画版で行われた人気投票は初期では3位、後期では主人公の七原を抜いて1位に輝く。
桐山 和雄（きりやま かずお）
演 - 安藤政信
男子06番。支給武器は不明（漫画：イングラムM10サブマシンガン・映画：ハリセンチョップ）。
3年B組男子不良グループ『桐山ファミリー（沼井の命名）』のリーダー。170センチメートル程の中背、左こめかみの少し後方に小さな傷、襟足が長いオールバックの髪型が特徴。中国四国地方トップクラスの財閥の御曹司で、容姿端麗、成績優秀かつ運動神経も抜群。芸術的なセンスも高く、絵画や音楽でも高い才能を持つ。喧嘩の強さや独特のカリスマ性から仲間からは『ボス』と呼ばれて崇拝されている。桐山ファミリーは窃盗や喧嘩を日常的に行い、特に桐山はヤクザとも互角に渡り合う実力から、近隣では生ける伝説として語られているが、弱いものいじめを嫌う参謀格の沼井の存在もあって、笹川が赤松にちょっかいを出す程度で、一般の生徒にはさほど迷惑はかけておらず、校内で暴れたり、授業を妨害したり（本人たちはサボることも多いが）ということもない。
桐山本人も物静かで無表情、独特の張り詰めた雰囲気を纏っているが、その原因は母親の胎内にいた頃に特異な事故に遭い、手術の際に神経細胞の一部を削り取られ、感情が失われてしまったことにあった。そのため感情的になることも無く、仲間達の敬慕の情も特に意に介していなかった。父親も死亡しているため養父の元で育てられており、その養父から桐山財閥の後継者として徹底的な特殊教育を施されている。自発的な願望や固有の価値基準が無いために常軌を逸した言動がしばしば見受けられ、自分が何をするのか行き当たりばったりで選び、プログラムに乗るか否かもコイントスで決めるほど（プログラムで政府に逆らって現実性のある脱出計画を持っていた人間に川田と三村がいるが、桐山もその気になれば政府に逆らってプログラムを脱出することができる能力があると目されていた）。
プログラムに乗ることを決めた直後に、かつての舎弟達すら躊躇なく殺害し、さらに他のクラスメイトも次々と殺害する「優勝候補の最有力」となり、七原達にとっては最大の脅威となる。脱出プランを練っていた三村や、ゲームに乗って暗躍していた月岡、織田、相馬らも彼の前ではなすすべもなく殺され、杉村も撃退されている。七原達とは2度交戦し、1度目は七原に重傷を負わせ、2度目も彼らを窮地に追い詰めるが、典子に思わぬ方向から顔面を撃たれ、川田に頭部をショットガンで撃たれ死亡する（典子に撃たれた時点で死亡したのか、川田が息の根を止めたのかは劇中曖昧にされている）。
39番目の死亡者。プログラム内の記録上の殺害数は11人。
漫画版では、幼少時は実の両親に育てられる中で人間らしい感情を持ち、知力や体力など様々な分野で天才的な能力を発揮していたが、5歳の時に交通事故によって実母を亡くし、自身も大脳の奥部が傷ついて天才的な才能はそのままで感情を失ったという設定になっている。運動能力に関しては、原作よりもさらに人間離れした描写がなされている。最期は原作と異なり七原に撃たれる。ガラスの破片が銃弾とともに出たため、一度は意識を取り戻して「七原」と言ったあと程なく息を引き取る。
映画版では、川田と共にプログラム開始直前に謎の転校生として登場する。原作や漫画版にあった背景は一切描かれず、プログラムを面白がり、自ら参加を志願したということになっている。終始嬉々として原作以上に常軌を逸した残酷な殺人を行い、それ自体を楽しんでいるような少年として描かれている。台詞も一切無いが、日下と北野を殺す際息でメガホンのマイクテストをしている他、何度か声が漏れている（相馬にスタンガンを浴びせられた時、相馬を蹴った時）。また、原作と漫画版ではイングラムを主に使用していたが、映画版では奪ったウージーを主武器としている他、日本刀も使用している。終盤に三村の特製爆弾による自爆攻撃に巻き込まれ、爆死は逃れたが両眼を失明する重傷を負う。その直後に川田と交戦し、視力を失ったままマシンガンを乱射するも川田の銃弾が足に当たり、倒れて起き上がろうとしたところにショットガンの一弾が首輪に命中、その衝撃で起爆装置が作動し、死亡する。
容姿においては原作及び漫画版では黒髪のオールバックという設定だが、映画では桐山を演じた安藤政信が「暗いシーンが多いので映画では映えない」と考え、金髪のフラッパーパーマに変更されている。
漫画版のプロフィールでは、身長181センチメートル、体重58キログラム、部活動は無し、全ての科目を得意とし、苦手科目は全く無しとされている。原作とは体格が異なり、長身痩躯である。漫画版で行われた人気投票ではいずれも5位に入賞。
三村 信史（みむら しんじ）
演 - 塚本高史
男子19番。支給武器はベレッタM92F。
七原の友人。名前と1年の時に、バスケ部の試合で残り5分の20点差という瀬戸際をあっさり跳ね返した件が引っ掛けで『第三の男』『ザ・サードマン』と呼ばれている。短い髪を染めてウニのようにツンツンに逆立てている。父は大企業の重役で、両親と3つ下の妹・郁美の4人暮らし。独特の飄々とした性格で、研ぎ澄まされた感じのユーモアのある切れ長の目を持つ美少年。女性に対する受けもよく（B組女子の間ではプレイボーイという見解で一致しており、あまりウケが良くない）、ファンクラブがあるほど。複数の女性と交際し、少なくとも3人と肉体関係があり、ポケットにはコンドームを常備しているが、誰かを特別に好きになったことは無い。
かつて反政府活動に携わっていた叔父（映画では新左翼の闘士）に感銘を受けており、その叔父がつけていたピアスを形見として左耳に身に着けている。数学と英語以外の成績はあまり良くないが、知識の幅が広い。その知識は、普通なら入手できない海外の情報に至るまで幅広く、物の見方が中学生離れしている。プログラム開始時に爆薬の信管や電話会社の職員の番号を搭載したクローン携帯などを所持していた。運動神経もトップクラスだが、七原と桐山にはバスケ以外で勝てる自信が無いらしい。両親の夫婦関係は離婚こそしていないものの破綻しており（父は女を作っており、母親は習い事に夢中）、また父親に関しては、自らの保身のため政府が実の弟（尊敬する叔父）を事故死に見せかけ殺害するのに同意した疑いがあることから、「俗物」と呼び激しく嫌悪している。
プログラムでは親友の瀬戸と合流し、瀬戸と共にプログラムを潰すため、本部をハッキングして首輪を無効化しようとするが、盗聴されていることに気づかず瀬戸に作戦を話してしまったため失敗、次いで本部の爆破作戦を試みるが、決行直前に飯島と遭遇してしまい、誤って射殺。これが原因で瀬戸が疑心暗鬼となり、説得には成功するものの、銃声を聞きつけた桐山がその隙をついて接近、襲撃を受けて瀬戸は死亡、自身も致命傷を負う。特製爆弾を使って桐山に反撃するが、桐山の常人離れした強運と身体能力の前には通じず、瀬戸や叔父、妹のことに思いを巡らせながら止めを刺され死亡する。25番目（映画版では38番目）の死亡者。
漫画版では叔父とのエピソードや瀬戸と知り合った経路が描かれている。七原の名前を何度も呼びながら死亡しており、後に七原に瀬戸と共に死体を発見されるが、その際に見つけた七原宛てに書き残そうとしていた遺言が、自暴自棄に陥りかけていた彼の心を再起させるきっかけとなり、支給武器のベレッタは後に七原が桐山に止めを刺す際の極めて重要な局面で使用されることとなる。
映画版では初めから瀬戸、飯島と3人で行動。首輪に盗聴器が付いていることにいち早く気づき、ハッキングによってシステムがダウンしている間に（システムダウンさせたのは川田だったことが、後に判明する）分校を爆破する計画を立案。ゲリラである叔父に貰った腹腹時計を所持し爆弾作りに活用している。終盤でシステムダウンさせ禁止エリアの解除に成功し、続いて分校を爆破しようとしたところを桐山に襲撃され、瀬戸と飯島は死亡。自身も撃たれながらも最後は分校爆破に使う予定だった爆弾を使って自爆し、桐山の両眼を失明させる。
川田や桐山に次ぐこの物語のスーパー中学生だが、川田などと比べると精神的にはやや未熟な面や、想定外の事態に対応しきれないところが垣間見える。
身長は172センチで、左利き 。焼きうどんが好物の様子。
漫画版のプロフィールでは、体重59キログラム、バスケットボール部に所属、得意科目は英語・数学・技術家庭科、苦手科目は国語・社会科（理由は政府を褒め称える教科書が嫌いであるため）とされている。漫画版で行われた人気投票は初期では主人公の七原を抜いて1位、後期では3位に輝く。
杉村 弘樹（すぎむら ひろき）
演 - 高岡蒼佑
男子11番。支給武器は簡易レーダー（映画：エプソン ロカティオPNV700M）。
七原の友人。原作では癖のある髪とされているが、具体的には描写されておらず、映画版の短髪とは対照的に、漫画版では長髪となっている。細身ながらも長身な上に強面、ニヒルで無愛想なため、他人から悪い印象を持たれがちだが、実際はシャイで心優しい少年。千草とは幼馴染で一番の仲良しで、あまりの仲睦まじさからクラスメイト達が恋人関係だと誤解するほどで、杉村本人もプログラム中に相馬と対峙した際、「一番大切」な存在だったと語っている。
幼い頃は前述の大人しい性格と、小柄で非力だったため虐められっ子だったが、小学校2、3年生頃から拳法を習い始め、かなりの腕前になっている。読書が趣味で中国の書物をよく読んでいる。プログラムでは長い棒を棍術のように使って戦っているが、武器を持たなくても何丁もの銃を持っている桐山と互角に戦えるほどの戦闘能力がある。
プログラムでは出発直後に千草と合流しようと試みたが、戻ってきた赤松に気を取られている間に千草が全速力で走り去り、そのまま見失ったため合流の機会を逸する。支給武器の探知機を使い、禁止エリア予定地を優先して島中を歩き回るが、発見した時には千草はすでに致命傷を負っており、その最期を看取る。その後も島内を彷徨い、片想いの相手である琴弾を探す。一度七原達と合流し、川田から脱出作戦に誘われるが、琴弾を見つけることを優先、いくつか情報を交換した後、琴弾を見つけたら合流することを約束して別れる。その後、相馬、織田、桐山と交戦、満身創痍となり、灯台で内海らの死体を発見し、それでも琴弾を探し続け、ついに発見するが、自分を殺しに来たと誤解した琴弾に銃で撃たれて致命傷を負ってしまう。止めを刺しに来た琴弾に川田達の脱出計画と自分の想いを伝えて息を引き取る。35番目（漫画版では37番目、映画版では33番目）の死亡者。
漫画版では、成長後も控えめで、争い事が苦手な性格。好意を寄せる琴弾に見つめられると慌てる、照れ屋な面もある。プログラムでは探していた琴弾と和解し、共に七原達との合流を急ぐが、桐山の襲撃を受け交戦。激戦の末、片目を失いながら、桐山から奪ったイングラムを撃ち込み勝利したかに見えたが、桐山が織田から奪った防弾チョッキを身に着けていたため致命傷に至らず、逆に重傷を負わされ朦朧とした意識の中、眼前で琴弾を射殺された上で自身も止めを刺され死亡した。木製の手裏剣を自作して桐山との戦いに使用しており、そのうちの1つを七原に渡してくれるよう内海に託し、七原は桐山との2度目の交戦時にその手裏剣で桐山の片目を潰している。
映画版では拳法使いの設定はなくなっていたが、桐山から襲撃された七原を助け、重傷を負った彼を、内海らの篭る灯台に送り届けるシーンが加えられた（このシーンは漫画版にも挿入された）。また琴弾との関係は一切描かれず杉村の片思いだったような描写であった。琴弾に撃たれる経緯は原作と同様。
身長は180センチ以上と、クラス一の長身。元々は左利きだったが矯正している。
漫画版のプロフィールでは身長182センチ、体重74キログラム、部活動は無し、得意科目は国語（読書が好きなためで、かろうじて得意分野に入る）、苦手科目は英語・数学など多数とされている。原作ではクラスで一番の長身だが、漫画版での一番の長身は川田である。漫画版で行われた人気投票ではいずれも4位に入賞。
国信 慶時（くにのぶ よしとき）
演 - 小谷幸弘
男子07番。
七原の幼馴染。愛嬌のあるぎょろりとした目つきが特徴で、あだ名は『ノブさん』。親が不倫関係を持って生まれ、双方共引き取ろうとしなかったので、七原と同じ孤児院で育つ。運動はからっきし駄目な様子で、釣りが趣味。時々妙に達観して、言動がいちいちおじさん臭いが、愛想が良く非常に温厚な性格。だが、大切な者を傷つけられると普段の姿からは想像もつかないほど激昂する。
ゲーム開始前に、孤児院の恩師・安野良子を強姦した坂持（漫画版では嘉門）を強く罵倒したため、他の生徒への見せしめとして射殺されてしまう。3年B組の生徒では最初の死亡者。典子に想いを寄せており、上記の件もあって彼女を好きになるまで、異性を好きになることには懐疑的であった。そのため、七原は彼の代わりに典子を守り抜く決意をする。
物語序盤で退場したものの、ゲーム開始後の七原や典子の回想に度々登場する。
映画版では原作とは人物像がかなり異なり、担任（キタノ）をナイフで刺したことがあり、それ以来不登校になっていたが、典子の誘いで修学旅行に参加する。プログラムの説明中、キタノに度々反抗的な態度を取ったのと以前刺された復讐から、尻をナイフで刺された上（以前国信がキタノを刺したのと同じ箇所）、リモコンで首輪の起爆装置を作動させられて死亡した。映画版では2番目の死亡者。なお、映画版では漫画『SLAM DUNK』を読んでいるが、これは深作監督の私物である。
漫画版のプロフィールでは、身長172センチメートル、体重55キログラムであるとされている。

### その他
赤松 義生（あかまつ よしお）
演 - 日下慎
男子01番。支給武器はボウガン。
厚ぼったい唇で身長180センチ、90キロとクラス一の巨漢の男子。しかし体格とは裏腹に気弱な性格で、笹川にからかい半分に虐められていた。運動はかなり苦手で、ファミコン（映画版ではサバイバルテレビゲーム）が趣味。
プログラムでは一番目に出発し、校舎の屋根から後続の生徒を順に殺害する作戦を実行、出て来た天堂を射殺する。しかし次に狙った七原にボウガンの矢を投げ返されて転落し、気絶。目が覚めて起き上がったところを、ボウガンを拾っていた新井田が至近距離で発射した矢が頭に突き刺さり死亡する。5番目(漫画版、映画版では4番目)の死亡者。ゲームに乗った理由は典子から「気弱な自分が真っ先に攻撃されると思い込んだのでは」と推測している。
漫画版では得意なコンピューターゲームでクラスメイトの大注目を集めるエピソードが描かれており、プログラムでは校舎から出て来た七原の説得に一瞬動じようとするが、自分の殺した天堂の死体を見て死の恐怖を思い出し、再び七原への攻撃を試みてしまう。
映画版では森林の茂みの中から七原の前に現れるが、七原の懐中電灯を投げられ転落し、偶然ボウガンを拾っていた新井田が思わず発射した矢が胸に突き刺さり死亡した。
飯島 敬太（いいじま けいた）
演 - 松沢蓮
男子02番。支給武器は文化包丁（映画：十手）。
これといった特徴の無い生徒。三村と瀬戸の友人だったが（瀬戸とは中1からの付き合い）、中学2年の時に三村が不良に絡まれた際、これを見て見ぬふりをし（三村はその場面を目撃していた）、このことを謝りもせずにしらばくれていたことから三村の信用を失っていた。それ以後も友人関係は続いていたのだが、三村からは「その程度の友人」と内心では軽蔑されていた。だが、飯島本人も三村を見捨てたことを覚えていたため、この件についての罪の意識は感じていた模様。
プログラム中は1人で身を隠していたところ、途中分校爆破を計画していた三村と瀬戸に遭遇。合流を求めるが、既に飯島に対する信頼を無くしていた三村からは拒絶されてしまう。それでも武器である包丁を捨てるなどして仲間入りを乞いすがったために（漫画版では、瀬戸のことを「役立たず」などと貶めてまでも自分が仲間になろうとするなど、より身勝手な性格が強調されているが、そういうところが信用できないと三村からはより明確に拒絶される）、業を煮やした三村から威嚇射撃を受けるが、運悪く射撃の軌道がずれ、弾丸が胸（漫画版では頭）に命中し死亡してしまう。23番目（映画版では37番目）の死亡者。このことで三村、瀬戸の精神に大きな動揺が生じ、またその後の2人の死の遠因となる。
映画版では原作・漫画とは対照的に、瀬戸と共に三村の良き友人として信頼されており、プログラムでも初めから三村の仲間として行動している。バスケットボール部に所属しており、時々おどけたり下品に笑う癖があるなど原作に比べ、お調子者な印象の強いムードメーカーとなっている。彼らと協力して爆弾の製作とハッキングに成功し、終盤まで生き残っていたが、桐山の襲撃に合う。最期は三村を庇って桐山の銃撃を受け、笑顔で「みんなで一緒に生きて帰ろう」と言い残して死亡した。
大木 立道（おおき たつみち）
演 - 西村豪起
男子03番。支給武器はナタ（映画：手斧）。
ハンドボール部のエースを務める男子。刈りこんだ前を立てた髪で、浅黒く日焼けした少しゴツい顔に、中背ながらも鍛え上げられた肉体の持ち主。普段は気のいい感じの、陽気で快活な性格。クラスでは旗上や新井田など、体育会系の男子と仲が良い様子。
プログラムの過酷な空気に飲まれてかなり気が立っていたらしく、やがて遭遇した七原が腰に付けていた軍用ナイフに少し触れた行動に過剰反応して（漫画版では精神的切迫感から積極的にやる気になっていた）襲い掛かり、揉み合いとなって崖から転落。その拍子に自分の武器のナタが顔面に食い込んで死亡。12番目（映画版では15番目）の死亡者。このことは事故に近いとはいえ人を殺してしまった七原のトラウマとなり、また後に榊祐子が起こす事件の引き金となる。
映画版では積極的にやる気になっており、ゲリラのような格好をして茂みに身を潜めていた（その際、原作にはなかったセリフが追加されている）。頭に手斧が突き刺さった後、七原との間に少々冗談めいたやり取りがあった。
織田 敏憲（おだ としのり）
演 - 山口森広
男子04番。支給武器は防弾チョッキ。
父親が県屈指の食品会社の社長という大金持ち。4歳の時から個人レッスンつきでバイオリンを嗜んでおり、県下でも屈指のプレイヤーとなっている。身長162センチメートルとクラスの男子では瀬戸に次いで背が低い、容姿は痩せぎすで蛙に似ており、自らの容姿が優れないことを気に病んでいる。忠憲という名の兄がいる。
他の生徒との交友関係は薄く、それゆえクラスメイトからは坊ちゃん気取りのおとなしい奴という印象を受けている。しかし、自身のコンプレックスから「顔のいい男」「背の高い男」「総じて下品な男」が嫌いで、女性は道具としてのみ捉えており、内心ではクラスメイトを「下品な有象無象」だと見下していた。モデルガンの収集という趣味を持っているためにガンマニアとして銃知識が豊富。
プログラムでは優勝を目指してゲームに乗るが、桐山や相馬のように積極的には動かず、保身を重視した行動をとる。開始後は民家に隠れ、井戸に水を汲みに来た清水を防弾チョッキを利用した騙し討ちで殺害、拳銃を入手する。さらに民家でフルフェイスヘルメットと予備武器の包丁を調達した後、杉村と交戦。右手薬指を失うがなんとか退けている（漫画版ではこの後、演技や泣き落としで杉村を油断させ、隙を突いて殺そうとした）。しかし続いて桐山の襲撃を受け、騙し討ちも通用せず頭部（漫画では股間）にイングラムの掃射を受け死亡する。26番目（漫画版では28番目、映画版では22番目）の死亡者。
漫画版では彼視点のクラスメイトに対して「下品」と貶める人物評が語られ（特徴、特技等までも「下品」呼ばわりし、自身に関しては「高貴」としていた）、独特の笑い方や口癖、持論が付け加えられた。
映画版では高級住宅街に住むお坊ちゃんという設定で父親については主に言及されていない。ゲームには乗っておらず、民家から拝借したらしい自転車で桐山から逃げ回っており、一度は防弾チョッキで助かるが、戻ってきた桐山に刀で首をはねられ死亡。切断された彼の頭部は、口に手榴弾を詰められて七原達の居る民家に投げ込まれていた。
倉元 洋二（くらもと ようじ）
演 - 大西修
男子08番。支給武器は短刀（映画：ロープ）。
まつげが長く、かぎ鼻に近い大きな鼻に横幅の広い唇と、ラテン系を思わせる濃い顔つきの生徒。女子不良グループの1人である矢作と交際しているが、不良の気はない普通の中学生。
プログラム中は空気に呑まれて疑心暗鬼となり、遭遇した矢作をうまく騙して彼女の銃を奪う。その後矢作を追い払おうと、殺害も辞さない脅しをかけるが、彼女の懸命の説得で正気を取り戻す。しかし、直後に、背後から忍び寄っていた相馬に鎌で頭を一撃され死亡。16番目（映画版では12番目）の死亡者。
漫画版では矢作との交際にまつわるエピソードがより詳細に描かれている。プログラムでは原作と比較すると矢作の説得によりハッキリと矢作への愛情に目覚めるが、自分の捨てた銃を相馬に拾われ、頭を撃たれ死亡。
映画版では、矢作と遊びで付き合っているという設定。またノリがラテン系という設定である。ゲーム早々、支給されたロープで矢作と共に首を吊って自殺した所を相馬に発見される。
黒長 博（くろなが ひろし）
演 - 増田裕生
男子09番。支給武器は不明（映画：シーナイフ）。
桐山率いる不良グループの1人。背が低く余り目立たない。沼井充から特に何の能も無く、ただグループにくっついているだけの人物と評されているが、それだけに桐山には絶対の忠誠を誓っている。
プログラムでは、自分が出発する前に桐山から合流することを指示され、その指示通りに彼と合流する。しかし、すでにゲームに乗っていた桐山に刺殺（漫画では射殺）される。6番目?（漫画版では7番目、映画版では5番目）の死亡者。桐山曰く、笹川共々「俺を殺そうとした」らしいが、最初から殺意を持って桐山を襲ったのか、桐山がやる気と知っての抵抗だったのかは不明。
漫画版では角刈り頭で、肥満気味の大柄な体形に眼鏡が特徴となっている。
映画ではおっちょこちょいで気取り屋な性格と評されている。また漫画とは対照的に髪型はオールバックで体型は痩せている。プログラムでは他の仲間と銃を構えて転校生の桐山を包囲するが返り討ちに合い死亡。
笹川 竜平（ささがわ りゅうへい）
演 - 郷志郎
男子10番。支給武器は不明（映画：ウージー9mm サブマシンガン）。
桐山率いる不良グループの1人。メンバーの中でもやたら虚勢を張りたがる粗暴な性格。赤松をよくいじめており、川田に対してちょっかいを出して逆に返り討ちにあったことがある。弟が万引きで補導されそうになったのを、桐山のつてで助けてもらって以来、彼に忠誠を誓っている。
プログラム開始後、桐山のメモにしたがって島の南端の浜辺で桐山と合流。しかし桐山はすでにゲームに乗っており、ナイフで首を切られて（漫画版では銃で撃たれ）死亡。7番目?（漫画版では8番目、映画版では6番目）の死亡者。
映画版では、沼井ら不良グループの鉄砲玉で、弱い者いじめが趣味という設定になっている。他の仲間とともに転校生の桐山を銃を構えて包囲するが、顔面にガムを吐きかけられて激昂したところを、銃を奪われて蜂の巣にされた。なお、企画段階では桐山が彼の指を食いちぎるシーンが用意されていたが、上記のものに差し替えられた。原作では容姿の記述は無いが、漫画・映画では共に長い茶髪が特徴となっている。
瀬戸 豊（せと ゆたか）
演 - 島田豊
男子12番。支給武器はフォーク。
三村の幼馴染（小学校時代からの付き合い）にして親友。クラスの男子では一番背が低く（162cm未満）、幼さの残る丸い目が特徴で、声変わりもしていない様子。クラス一のお調子者で、将来はコメディアンをめざしているだけあって人を笑わせるのが得意で、争いごとが大嫌いだが激しい感情を見せることもある。明るい性格の割に体が弱く、しょっちゅう発熱したり風邪などを引いたりしており、運動も苦手のようである。また、三村と比べて能力のない自分にコンプレックスを抱いている。
人物の呼び名が独特で、三村のことを「シンジ」、七原のことを「シューヤ」、川田のことを「川田さん」と呼んでいる。
プログラムではハズレ武器を掴まされてしまい、不安の中北野と日下の呼びかけに応え合流しようとする。が、2人が殺されたのを知り、怯えて山中をひたすら逃げ回っていた時に、偶然親友の三村と再会。想いを寄せていた金井（漫画版では藤吉）の仇を討つため、共にプログラムを中断させるべく行動するが、おっちょこちょいな性格ゆえに自分が管理を任されていた滑車を見失うなど、三村の足を引っ張ってしまう。爆破作戦決行直前に飯島を誤射して死なせた三村と諍いを起こすが和解、その直後に接近していた桐山の弾丸を受けて死亡したが、三村を最期まで信じ続けていた。24番目（映画版では36番目）の死亡者。
漫画版では三村とは幼馴染ではなく、中学1年の時に不良に絡まれていた所、助けられたことが友情の始まりとなっている。また、分校爆破に使う糸を放すタイミングを外して木に引っ掛けた他、こけて音を立てたり、見張りの最中に眠ったり、原作以上に足を引っ張る姿が多く描かれた（もっとも、極限の緊張状態の中でろくに睡眠も食事もとらずに行動していたためということも大きい）。飯島を誤って射殺してしまった三村の発言に動揺し、クラス対抗のバスケで三村が自分にパスしなかったことと重ね、「飯島や自分のような弱者はいずれ捨てられる」と思い込み、彼に一時的に反発した（後に、三村から優しくフォローされていたことに気づく）。
映画版では初めから三村、飯島と共に行動しており、彼らと協力してハッキングに成功。終盤まで生き残っていたが、接近していた桐山の人影を七原と勘違いし、不用意に声をかけてしまったため、桐山に射殺されてしまう。
漫画版のプロフィールでは、身長154センチメートル、体重50キログラムとされている。漫画版で行われた初期の人気投票では9位に入賞。
滝口 優一郎（たきぐち ゆういちろう）
演 - 内藤淳一
男子13番。支給武器は金属バット（漫画：S&W M19・映画：ブッシュナイフ）。
アニメオタクの男子。背が低く（クラスでは3番目に背が低い）、ぼさぼさの髪に童顔という容姿。七原と同じ小学校出身で、旗上とは小学校の時にクラスが一緒だった時があり、以来付き合いがある。内気な性格で人と目を合わせて話すのが苦手だが、見かけによらず精神的に気丈な面が見られ、人を上辺だけで判断してはいけないという信念の持ち主。
プログラムでは旗上と行動を共にする。背後から襲おうとしていた相馬を見咎め彼女の凶悪性を主張する旗上に反して相馬を信用し、一時行動を共にする。相馬についても心から信用し、短い交流の間で一時的ながらも彼女の凍て付いた精神を溶かした。しかし、相馬が旗上を色仕掛けの末に殺害しようとしたため状況は一変、憤る旗上を落ち着かせようとするが、痺れを切らした彼が相馬に放った銃弾を受けて致命傷を負い、最期は相馬によって抱きかかえられ、優しい言葉をかけられながら心臓を撃たれ、絶命した。28番目（漫画版では27番目、映画版では25番目）の死亡者。その後、旗上共々遺体を海鳥に食い散らかされ、偶然現場を発見した七原に大きな衝撃を与えた。
漫画版でも相馬と交流を行っているが、彼女の精神を溶かすには至らず、旗上から腹部を銃撃され激痛に悶え苦しむ中、旗上に止めを刺した相馬に意図せず勃起した陰茎を披露したことで、過去のトラウマを思い出した相馬に強制的に性交された上、鎌で首を刺されて絶命。また相馬との会話で七原、三村、杉村らの人柄と能力に憧れを抱いていたと口にしている。
映画版では、童顔という設定はなくなっており、性格については地味ということだけ言及されている。相馬が着替えているそばで、旗上共々銭湯らしき場所で全裸に血まみれの状態で死亡している姿が描写された。
漫画版で行われた後期の人気投票では10位に入賞。
月岡 彰（つきおか しょう）
演 - 広川茂樹
男子14番。支給武器はハイスタンダード22口径2連発デリンジャー（映画：ヌンチャク）。
桐山率いる不良グループの1人。ボリュームを持たせたリーゼントヘアで、下がり気味の太い眉に厚めの唇と、ごつい顔立ちが特徴のオカマ。一人称は「アタシ」で、仲間内からは「ヅキ」と呼ばれている。メンバーでただ1人桐山を「ボス」ではなく「桐山くん」と馴れ馴れしく呼んでいたため、沼井の不興を買っていた。かなりのヘビースモーカーで、好きな銘柄は「バージニア・メンソール」（自宅アパートの一室に山積みになっているほどだが、本来は輸入品のため一般市民には入手困難で、彼の場合どこかから盗んできているらしい）。身長177センチ(漫画版では体重71キロとされている)と比較的大柄な体格だが身のこなしが軽く、体力的にも頭脳的にも高い能力を持つ隠れた実力者。
身だしなみに極端に気を使う潔癖症で、自分のことを美しいとすら思っているナルシスト（織田の美的感覚では「下品の究極」と称されている）。暇さえあれば手鏡を覗いている。趣味は好みの男をストーキングすることであり、特に三村がタイプで（漫画版では「本当は三村を尾行したかった」と回想している）、デートに誘ったこともあるらしい。父親もオカマであり、父が経営するゲイバーに幼い頃から出入りしていたことから世間慣れしており、人を簡単には信用しないように生きてきた。
プログラム中でも他のメンバーが桐山を盲目的に崇拝する中、メンバーでただ1人裏切りを警戒して桐山の招集命令にわざと遅れ、離れた場所から隠れて様子を見ていたため難を逃れて生き延びた。ゲームに乗らない生徒を殺すことへの呵責はあったものの、助けようとはせず「自身はできるだけ手を汚さず効率よく優勝する」ため、高いストーキング能力を活かして桐山の後を尾け、他の生徒が全員死んだ後、疲弊した桐山を隠れて始末することで優勝しようとした。尾行中も髪型を整えたり、帰宅後の予定を考えたりするなどかなりの精神的余裕を見せていたが、決して油断していた訳ではなく、桐山の動きには常に注意を払っていた。だが、桐山にはとっくに尾行を気づかれており、彼の罠で禁止エリアに置き去りにされ、首輪が爆発して首が吹き飛び死亡。21番目（映画版では7番目）の死亡者。なお、意中の相手である三村には煙たがられていたが、死後彼から少しだけ同情してもらえた。
漫画版では、新たにゲイバーでのエピソードなどが付け加えられた。
映画版ではオカマという噂があるものの、しっかりとした設定はない。プログラムでは他の仲間と銃を構えて転校生の桐山を包囲するが、銃で蜂の巣にされ、返り討ちに合い死亡。また、演じた俳優がバスケットボール経験者だったため、特別編では校内バスケ大会のクラス代表という不良らしかぬ描写がある。
漫画版で行われた初期の人気投票では10位に入賞。
新井田 和志（にいだ かずし）
演 - 本田博仁
男子16番。 支給武器は三味線糸（映画：ハンガー）。
サッカー部に所属し、フォワードを務める。クラスでは旗上や大木など、体育会系の男子と仲が良い。比較的背は高く肩幅の広いがっしりとした身体で、サラリとした長髪、歯並びが酷く虫歯の治療痕も大量にあることを除けば、顔はなかなかハンサム。恵まれた環境で育った上に器用で、身体能力も良く別段努力せずとも運動も勉強もできる反面、精神的に幼く、傲慢で自信過剰なところがある。
へらへらした表情が特徴のお調子者で、千草に好意を抱いているが、馴れ馴れしく言い訳がましい性格と精神的幼さ故に、彼女には嫌われている。1年の時、何かの拍子に2人が交際しているという噂が立ったことがあり、その時調子に乗った態度をとったのも嫌われている原因のようである。
プログラムでは冒頭で赤松に遭遇し、偶然にも赤松の落としたボウガン拾い、思わず彼を殺害したことで精神的に追い込まれ、プログラムに対する決意が固まったらしい。赤松と彼が殺害した天堂の荷物を回収した（映画版では荷物は回収していない）後は、目的も無く山中をさまよっていたところ、偶然千草と遭遇。合流を要求するが、元々良い印象を抱かれていなかったのと、手段が脅迫紛いだったため拒絶され、性行為を要求するような発言をした上に千草の幼馴染の杉村をも侮辱したため、完全に決裂し交戦。始めは有利に戦況を展開したが、彼女を犯そうとしたところ反撃を受ける。爪で片目を潰され金的を受けた挙句、ヌンチャクで顔面を激しく殴打され、最期は後頭部にボウガンの矢を突き立てられるという結末を迎えた。18番目（映画版では20番目）の死亡者。
映画版では1年の時の噂は、新井田本人が流したことになっている。また歯並びがひどいという設定は主に公言されてはいない。性格は原作と違い本当は小心者となっており、努力嫌いで言い訳がうまいとまで評されている。ゲームでは誤って千草の顔を傷つけたことで焦って逃亡するが、千草に背中を切りつけられ転倒。直後彼女に馬乗りにされ、股間と胸をナイフでメッタ刺しにされて絶命した。
漫画版ではより卑劣な人物になっており、赤松を殺したのは偶然では無く、彼が意識不明の時に武器を奪ってその後気がついたときに殺害しており、また最初から強姦目的で千草に近づいたことになっており、千草を殴って喜ぶサディスティックな一面も見せつける。容姿も原作での描写に反し、醜悪に描かれている。
沼井 充（ぬまい みつる）
演 - 柴田陽亮
男子17番。支給武器はワルサーPPK（漫画：ワルサーP99・映画：コルトパイソン）。
桐山率いる不良グループの1人で、彼を「ボス」と呼び誰よりも崇拝している。パーマのかかった短い髪（漫画版ではパンチパーマ）が特徴。劣悪な家庭環境で育ち、成績も悪く、愛読していた少年漫画の影響で「強いものがすべて」「王は一人でいい」という独特の美学を身につける。喧嘩に美学を感じている硬派なタイプで、弱い者イジメは絶対にせず、女子にも優しい所がある。原作では金井に仄かな想いを寄せていた。
小学校時代から喧嘩に明け暮れるが、中学の入学式の日、複数の上級生に因縁をつけられ、リンチされていたところを、偶然その場にいた桐山に助けられ、以後桐山に「王」としての素質を感じ、仲間の溜り場になっている喫茶店、盗品を置く秘密の場所、危険な代物を売る怪しいバイヤーなどを紹介し、不良の世界に誘う。今の桐山を創ったのは自分だと感じており、桐山のトレードマークでもあるオールバックヘアを薦めたのも彼で、桐山と良きナンバー2である自分との絆の証だと思い込んでいた。
プログラムでは他の仲間同様、桐山のメモに従い島の南端の浜辺に赴く。彼自身は殺し合いに乗る気は無く、仲間と共に抵抗するか何とか逃げ出そうと考えていたようだが、桐山によって殺された金井や、仲間の黒長、笹川の死体を目にして驚愕、ここで初めて桐山の異常性に気がつくが、時既に遅く自分が彼に銃口を向ける前に射殺されてしまう。8番目の死亡者。
映画版では背は小さいが不良グループのボスという設定。「転校生」の桐山をキタノの手先だと思い仲間たちと包囲するが、銃を奪われて逆襲され、金井の盾になる形で死亡した。不良だが、殺し合いを拒否し、ゲームに抵抗する意思があった。
漫画版のプロフィールでは、身長173センチメートル、体重63キログラムであるとされている。
旗上 忠勝（はたがみ ただかつ）
演 - 横道智
男子18番。支給武器はS&W M19（漫画・映画：金属バット）。
野球部で遊撃手を務める男子。比較的背は高くがっちりとした体型で（映画では肥満体型）、短く刈り込んだ頭が特徴。顔は十人並みで、頬骨の上ににきびがある。
以前は七原と親しかったが、七原が野球部でトラブルを起こして退部したのと、母親が退廃音楽に熱中する七原を快く思わなかったらしく、自然と疎遠になってしまった。また、政府に反発するようなことに対しては敏感で厳しい。クラスでは大木や新井田など、体育会系の男子と仲が良い。
プログラムでは以前からつき合いのあった滝口と合流、行動を共にする。野球部なだけあって反射神経や身体能力は高く、相馬の襲撃を何度かかわしている。自身を狙っていた相馬の本性を見抜き即殺害することを主張するが、滝口の意見で渋々拘束に留めることに。その後も相馬に対する警戒を緩めなかったが、滝口が就寝した後、相馬の巧みな色仕掛けに引っ掛かり、剃刀で傷つけられる。これも何とか退けるがついに堪忍袋の緒が切れ、目を覚ました滝口の制止を振り切り相馬に発砲。だが、放った銃弾が相馬を庇った滝口に当たってしまい、動揺した隙を突かれて相馬に頭部を金属バットで執拗に殴打され絶命。
相馬の危険性を強く警戒したことは正しい判断だったものの、滝口に言い負かされる、土壇場で色仕掛けに引っかかってしまうなど詰めの甘さが目立った。原作ではその後、滝口共々死体を海鳥に食い散らかされているのを偶然通りかかった七原に発見される。27番目（漫画版、映画版では26番目）の死亡者。
漫画版では原作では描かれなかった彼の視点からも物語が進行し、滝口と合流した時の顛末やプログラム中での切迫した心理描写が描かれ、また武器は滝口の申し出で交換したことになっていた。最後は相馬に顔面と頭部に鎌を打ち込まれて死亡。死の間際まで、滝口を誤射したことと自らの不甲斐なさを泣きながら謝罪していた。「天使たちの国境」では有香の近所に住んでいて、小さい頃は「カッちゃん」と呼ばれるほど彼女と仲良くしていたことが、有香の口から語られている。
映画版では相馬が着替えているそばで、滝口共々銭湯らしき場所で全裸で死亡している姿が描写された。
元渕 恭一（もとぶち きょういち）
演 - 新田亮
男子20番。支給武器はS&W M60（映画：S&W M19）。
3年B組の男子学級委員。七三分けの髪型に、銀縁の眼鏡と典型的なガリ勉タイプ。父親は県政府の環境部長であり、寝る間も惜しんで勉強しているため、学業面では桐山と肩を並べている（ただし桐山は特に猛勉強をせずして学年トップクラスの成績である）。精神的には非常に脆い方で、プログラムのことを聞かされて大きく動揺、政府役人の息子である自分がプログラムに選ばれるはずが無いと喚くが、坂持(漫画版では嘉門)に一喝されてしまう。
プログラム開始後は完全に発狂してしまい、大木を殺害した直後の七原と遭遇、射殺しようとする。そこに現れた川田の制止命令を無視して彼に発砲したため、逆に川田のショットガンで右腕を吹き飛ばされ、それでも銃をとって川田に襲い掛かるが、今度は腹部に被弾して絶命する。13番目（映画版では16番目）の死亡者。
映画版ではサーモントデザインのハーフ眼鏡を着用している。性格は品行方正という設定だが、原作と違いルール説明時から積極的にゲームに乗る姿勢を見せ（この時、キタノたちに食って掛かる国信と取っ組み合いの喧嘩をしている）、ゲームでは解の公式を唱えて発砲しながら姿を現し、「生き残っていい高校に入ってやるよ!」と叫んで襲いかかるなど品行方正とは程遠く、原作よりアクの強い人物になっていた。またゲームには乗る気だったが、特別編では校内バスケ大会の試合を必死に応援しており、B組が優勝した際には興奮のあまり紙吹雪を口に含めてしまうというおっちょこちょいな一面がある。
山本 和彦（やまもと かずひこ）
演 - 佐野泰臣
男子21番。支給武器はコルト・パイソン（映画：「根性」はちまき）。
長身で鼻梁がやや太い以外は、端正に整った顔立ちの少年。国語が苦手で口下手だが温厚で飾らない性格のため、女子からの受けが良い。クラスメイトの小川と2年以上交際している。クラスメイトから小川と山本は「一番のベストカップル」と見られており、小川とは肉体関係もあった。
プログラム開始後、小川から受け取ったメモに従い島の北側の岸壁で合流。原作ではその後、彼女に自殺の決意を聞かされて生き残るよう促されるが拒否。小川が死ぬなら、その価値観に殉じて殺し合いを拒否して2人で心中することを決めた。岸壁のそばで小川と並んで座っていたが、後ろから物音がしたことがきっかけで（実際は2人を呼びに来た内海）小川と抱き合いながら海に身を投げて心中する。9または10番目（漫画版、映画版では10または11番目）の死亡者。
漫画版では小川との交際の様子が詳細に描かれた。自殺の同意は無く、後ろから物音がしたのを切っ掛けに、小川と2人で海に身を投げ心中する。
映画版では何度も泣き言を口にするなどかなり気の弱い人物になっており、心中もどちらかと言えば小川に道連れにされたという印象が強い。特別編では校内バスケ大会のクラス代表に選ばれていたことから、運動神経の良さがうかがえる。

## 城岩中学校3年B組 女子

### 主要人物
中川 典子（なかがわ のりこ）
演 - 前田亜季
女子15番。支給武器はブーメラン（映画：双眼鏡）。
本作のヒロイン。ごく普通な女の子で、内海を中心とする3年B組女子中間派グループに所属している。小柄で肩までの髪に柔らかなまつ毛のライン、黒目がちな目、ハッキリとした眉に丸顔、丸めの鼻にふくよかな唇といった容姿。国語が得意科目で、その文才はクラス一で音楽にうるさい七原や川田も感心するほど。将来の夢は教師で、弟が1人いる。国信が想いを寄せている相手だが、本人は七原に想いを寄せている。
プログラムでは、開始前に国信をかばって田原（漫画版では嘉門）に撃たれ足を負傷するハンデを負う（映画版では撃たれた箇所が腕となっており、原因もBR内容説明中にキタノが藤吉をナイフで刺殺したため周囲がパニックになり、それをおさめるために軍が威嚇射撃した際の跳弾が当たったためとなっている）。出発早々赤松の襲撃から逃れる為に七原と行動を共にし、途中で出会った川田とも意気投合。3人でプログラムからの脱出を計画する。負傷のせいで熱が出るなど、思うように活動できなかったが、極限の状況下でも挫けない精神力を持ち、何かと血気に逸りがちな七原を諌めるなど、現実的な視野も持っていた。最終的に強敵桐山の不意を突き、倒すことに成功（漫画では桐山を銃で撃つシーンがあったが、殺害はしていない）、その後七原と共に沖木島から脱出することに成功する。
（記録上は）41番目の死亡者。
映画版では設定が異なり、クラスの生徒がキタノのいい加減な授業をボイコットしている中、一人だけ真面目に授業に出ていた為、それに怒った一部のクラスメイトから腫れ物扱いされてしまい、陰湿ないじめに遭っていた。しかしキタノからは「唯一担任に心を開いていた生徒」として、ある意味神聖視されていた。プログラム中でも、相馬に殺害されそうになった時に助けられており、また殺されるなら彼女が良いと考えている節がある。特別編ではキタノとの交流が回想シーンで登場している。
名実共に本作のヒロインではあるものの、七原、川田や相馬、千草などに比べて、彼女の視点や個性を感じさせる場面は少ない。
誕生日は5月12日。漫画版のプロフィールでは、身長156センチメートル、体重49キログラム、部活動は無し、得意科目は国語（作文を得意とする）、苦手科目は数学とされている。漫画版で行われた人気投票ではいずれも6位に入賞。
相馬 光子（そうま みつこ）
演 - 柴咲コウ
女子11番。支給武器は鎌。
美しく長い黒髪を持ち、アイドルスターのように愛くるしい容姿だが、同時に倦怠感と中学生らしからぬ妖艶な雰囲気を漂わせる学校一の不良少女であり、不良少女グループのリーダー。昔気質の不良といった趣のある桐山ファミリーと違い、窃盗の他、恐喝、薬物、売春等明らかに不良の範疇を超えた犯罪行為を繰り返し、さらに『その筋』にも繋がりがあり、相馬に魅惑され、彼女のためならなんでもする男がゴマンといるらしい（相馬と対立する他校のスケ番グループのリーダーが轢逃げにあったこともある）。評判も桐山達より格段に悪い。
上記のような人物になったのは、想像を絶する幼少期を過ごしたためである。私生児で父親は不明、実の母に売られて数人の男に輪姦され、唯一信頼していた恩師からも強姦され、そのことを友人に言いふらされてしまい、人間不信になる。さらに、再び自分を売ろうとした母をはずみで殺害してしまい、預けられた親戚の家でも虐待を受ける（彼女をいじめていた親戚の家の女児が転落死し、その時一緒にいた相馬が殺害したと疑われたためさらにエスカレートした）などが原因で、完全に性格が歪んでしまう。
壮絶な過去を持ちながらもあっけらかんとした性格。漫画ではとても中学生には見えない気だるい容姿をしており、映画と「天使たちの国境」では共に見た目からして倦怠感のある人物として描かれている。
プログラムに際しては、それまで自分は『奪われる側』だったため、『奪う側』に回って生きていくという独自の価値観から、ゲームに乗る。最初の支給武器は貧弱で、本人の能力自体も特別優れていた訳ではない（体力や運動神経が並みの女子より上という程度）ものの、持ち前の演技力や不意打ち、色仕掛けなどの手段を使い男女を問わず様々な人間を殺害する（漫画版では琴弾を殺しておらず、映画版では矢作、倉元を殺していない代わりに清水を殺害している）。入手経路は各メディアによって異なるが、武器は主にコルトガバメントを使用している。頭の回転は早いがやや綿密さに欠け、何度かミスを犯しているが、出会った相手が弱者かお人好しが多かったこともあり、桐山に次ぐ殺害人数を記録する。原作では杉村と接触した際に彼にも演技を試みるも千草を殺害したことを知っていた彼には効かず、唯一素性をさらけ出し、自身の過去の一部や価値観を語っている。プログラム終盤戦、琴弾を殺害するも直後桐山に襲撃され、致命傷を負う。それでも凄まじい執念を見せて反撃するが、桐山が防弾チョッキを着ていたために致命傷には至らず、イングラムの掃射で顔面を吹き飛ばされ死亡する。37番目（漫画版では38番目、映画版では35番目）の死亡者。
漫画版では人物像が大きく異なり、原作以上に悪行に染めている描写が多い。プログラムで『奪う側』に回って生きていくという独自の価値観を持っているが、原作と違い、いざという時には人の助けを求めるという持論の詰めの甘さがやや目立つ。性行為に関しても自らの性欲を満たす為に動くことが多く、裸体や性描写が何度も描写された。過去の生い立ちも幼い頃は普通の少女として育つも、母と離婚した実父の愛情に飢える極度のファザコンとしての一面を持ち、後にヤクザを唆して実母と再婚して自分を強姦した養父を殺させている。プログラムでは休息を取っていた洋館風の建物の庭で桐山に遭遇。桐山にも嘘と色仕掛けを試みるが通じず、過去に去り際の父親に貰った指人形の呪文を唱えて必死に命乞いするも銃で指を2本粉砕されるなどして痛めつけられた挙句、ほぼ精神崩壊を起こしながら顔面を吹き飛ばされて全裸のまま即死する。
映画版では原作よりストイックで威圧感のある人物として描かれている。プログラムに対しても生存本能から始めからやる気になっていた。原作・漫画と違い、最後まで鎌を利用していた。過去については作中で語られていなかったが、特別編にて追加された（母親の男から性的虐待を受ける寸前、とっさに彼を階段から突き落として殺したというもの）。また、同じく追加シーンで、バスケットボールの試合に勝利して喜ぶB組の面々を離れたところから眺めつつ、自分も共に喜びたそうにしていたが、結局立ち去る一面が描かれた。プログラムでは琴弾を殺害した直後、桐山に銃撃されるが死んだふりをして鎌で反撃、桐山の胸を引き裂くも彼が防弾チョッキを着ていたため効かず、最後は奪われた拳銃で何度も撃たれながらも立ち上がるという執念を見せるが、4発目で胸を撃たれて死亡する。
漫画版のプロフィールでは、身長160センチメートル、体重50キログラム、部活動、得意科目、苦手科目は特に無いとされている。漫画版で行われた人気投票ではいずれも7位に入賞。

### その他
稲田 瑞穂（いなだ みずほ）
演 - 木下統耶子
女子01番。支給武器は両刃ナイフ（漫画：オートマグ、映画：包丁）。
前髪を綺麗に切り揃えたオカルト好きの女子。「『少し』電波の気がある」と三村が語っていたが、実際は自らを光の神アフラ・マズダに仕える、聖なる一族ディキアン族の末裔光の戦士プリーシア・ディキアン・ミズホと称し、普段の言動も光の戦士になりきるなど、「少し」どころではなく、かなりの怪人物。元々は単なる占いオタクに過ぎなかったが、町の占い屋で「光の戦士」の生まれ変わりであるというメッセージを真に受けて上記の人格に至った。通販で買った「聖なる水晶のペンダント（実はただのガラス玉）」を首から下げている。不良生徒を「悪魔」や「魔女」と呼んで憎悪している。江藤、南と仲が良いが、そのオカルトに執心する一面に関しては2人からも内心引かれていた。
プログラムでは桐山が日下、北野を射殺する様子を偶然発見し、天誅を加えることを決意。山中をさまよう内、生き残りの生徒数が5人になるまで生き残り、相馬を殺害する桐山を再び発見。「光の剣（支給武器のナイフ。彼女の精神に呼びかけてきたアフラ・マズダによると、光の力で刃渡り1メートルほどの剣に変化するらしい）」を構えて背後から桐山を奇襲するが、桐山に振り向かれもせずに胸と額を撃ち抜かれて死亡する。彼女の魂は光の国へと旅立った。38番目（漫画版では35番目、映画版では23番目または24番目）の死亡者。
漫画版では七原と遭遇した際に、彼も悪魔認定して襲い掛かるなど、原作よりも無差別的かつ狂気じみた描写がなされている。山中でサバイバル中にもかかわらず、雨で濡れた制服を脱いで下着姿になった上、聖なる結界を形作る魔法陣を地面に描いており、その中でアフラ・マズダの言葉に心酔していた。そのため、すぐ脇まで接近していた桐山に気付かず、右側頭部を撃たれ死亡する。
映画版ではアニメオタクのごく普通な少女となっており、南とのみ仲が良いという設定になっている。出発前に南と友情を確かめ合うが、プログラムでは南と刺し違えて死亡している。
漫画版のプロフィールでは、身長158センチメートル、体重49キログラムであるとされている。また、作中の錯乱に関しても、この極限環境下で彼女がキレてしまったのも無理はないと擁護されている。
内海 幸枝（うつみ ゆきえ）
演 - 石川絵里
女子02番。支給武器はブローニング・ハイパワー（映画：S&W357マグナム）。
3年B組の学級委員であり、女子バレー部の部長。三つ編みのお下げ髪がトレードマーク。ハキハキとしたしっかり者で他の人望も厚く、3年B組女子中間派グループのリーダー的存在。小学生の頃から七原に想いを寄せており、彼からは「委員長」と呼ばれている。
プログラムでは、始めはパニックを起こしてひたすら逃げ回るが、思い直して分校に戻り仲間を集めることを決意（漫画版では「七原に会いに戻った」と言及されている）。親友の谷沢と再会し、分校を出発する所だった野田、有香、松井と合流する。ただ、男子は信用できないという意見が仲間から上がったため（原作では誰の意見か明言されていないが、漫画版では赤松を殺害した新井田に怯えた谷沢、番外編「天使たちの国境」では野田の意見になっている）男子生徒には声をかけず、南には声をかけたものの逃げられ（漫画版では「相手が誰だろうが撃つ」という感じで狂乱していたため、近寄れなかった為）、矢作は不良グループのため信用できず声をかけなかった（後に矢作が死亡した旨が放送で告げられ、内海はこのことを後悔していた）。グループで島の灯台に身を隠し、偶然出会った榊も仲間に入れた。
桐山との戦いで負傷した七原を保護（漫画版では負傷した七原を連れて桐山の追撃を振りきったばかりの杉村の前に現れ、一時は彼も匿っている。さらにこの時、杉村から七原への言付けと共に手製の手裏剣を託され、後に七原が目覚めた時にそれを手渡した）介抱し、目が覚めた七原に三村の死を告げる。その後、七原から川田の脱出計画について聞かされ、グループの皆を説得してそれに加わろうと前向きな返答をするも、その矢先に七原が大木を誤って殺害した所を目撃して疑心暗鬼になっていた榊が、七原が食べる予定のシチューに毒を入れて殺そうとしたところ、知らずにつまみ食いした有香が死亡してしまう。パニックになった場を収めようと試みるが結束は脆くも崩壊、錯乱して松井を殺害した野田を止めようとするが、逆に射殺される。31番目の死亡者。
七原とは恋愛関係に到らないものの、双方ともに以前から好意を抱いていた。それゆえ、原作ではその死にプログラム内で初めて涙を流し、漫画版では一時は自暴自棄に陥りかける程に傷心させた。
後にこの事件の経緯を七原から聞かされた川田は彼女の行動に関して、原作では「誰彼構わずに声をかけた事」、漫画版では「大勢集めすぎた事」が裏目に出たと評している。また、彼女のグループは普段から特別仲の良い友人同士という訳ではなかった、と七原に明言されている。
映画版ではバレーボール部に所属しているという設定はあるものの部長かどうかは不明。口調が原作よりラフなものになっており、七原をはじめクラスメイトを呼び捨てする等、より捌けた印象を与える。また原作とは違い七原にひそかに片思いしているという設定。しかし、七原が目を覚ました時に有香は内海に「良かったねえー!」と茶化す発言をしていることから周りには打ち明けていることがわかる。また死に際に野田を射殺したのは谷沢ではなく、彼女ということになっている。
「天使たちの国境」では、父親は共和国防衛軍の軍人であり、プログラムの存在も認知していた。そのことが原因で父親と仲違いしたままだったことをゲーム中でも後悔していた。また、親友のはるかに同性愛的恋愛感情を抱かれていたが、そのことには最後まで全く気づかなかった。
漫画版のプロフィールでは、身長159センチメートル、体重53キログラムであるとされている。
江藤 恵（えとう めぐみ）
演 - 池田早矢加
女子03番。支給武器は ダイバーズナイフ（映画：スタンガン）。
気弱な少女で、2年時には清水から虐めを受けていた。小柄で髪型はショートカット（映画ではおさげ）。過保護な両親を持つ。南、稲田と親しい。七原（映画では三村）に片想いしており、プログラム中でも彼の写真を持っていた。
プログラムでは、1人で民家に身を隠し恐怖で怯えていた際、両親から修学旅行の前に買い与えてもらった携帯電話の存在を思い出し、助けを求めようとするが、中継局は政府に押さえられていたため、坂持（漫画版では嘉門）につながってしまい失敗。その後、物資を調達するため民家にやってきた相馬に、坂持が折り返し掛けて来た電話のせいで発見され、初めは強く警戒するが、彼女の巧みな演技に騙されて警戒を解いてしまい、鎌で首を切り裂かれて死亡。相馬の最初の犠牲者となってしまう。11番目（漫画版では5番目、映画版では14番目）の死亡者。彼女の死後、死体を杉村に発見される。
原作では南と違い、彼女は稲田から光の戦士の称号を授かっていなかったが、漫画版では「ディアナ・バスキア・メグミ」の称号を稲田から授かっていた（当人は南と共に苦笑いしていた）。また、漫画では姉が回想シーンに登場している。
映画では人物像が異なり、典子の親友で修学旅行実行委員を務めていた。写真を撮るのが趣味で、三村の写真ばかり撮っていた。また過去にいじめを受けておらず、世話焼きで元気な上、活発な性格になっている（しかし女子不良グループと仲が悪いという設定はある）。プログラムでは原作以上に警戒心に欠けた面が目立ち、物置部屋に身を隠していた際に相馬に発見され、あっさり警戒を解き、支給武器であるスタンガンを奪われ、鎌で首を切り裂かれて死亡した。後に清水に死体を発見され、生理でない恵の死体の民家から生理用品が見つかったことから、清水が相馬を追いつめる鍵となった。なお、原作では相馬のことを「相馬さん」と呼んでいるが、映画では「光子」と呼び捨てになっている。
小川 さくら（おがわ さくら）
演 - 嶋木智実
女子04番。支給武器は不明（映画：無し）。
スリムな印象の背の高い美人。広い額で女子にしてはかなり短い髪型をしている。物静かで落ち着いた性格。山本と付き合っており、彼のことは「和くん」と呼んでいる。クラスメイトから小川と山本は「一番のベストカップル」と見られており、肉体関係があったことを示唆する描写もある。原作では母子家庭で、幼い頃に反政府活動をしていた父親が、白昼堂々家に乗り込んできた警官隊に射殺されたのを目の当たりにしていた。
プログラムでは上記の件が原因で早々に絶望し、山本にメモを渡して島の北川の岸崖で彼と合流すると、自殺の意思を伝える。山本には生き残るよう促すが拒絶され、殺し合いを拒否して2人で心中することを決意。岸壁のそばで山本と並んで座っていたが、後ろから物音がしたことがきっかけで（実際は2人を呼びに来た内海）山本と抱き合いながら海に身を投げて心中する。9番目または10番目（漫画版、映画版では10番目または11番目）の死亡者。
漫画版では山本との交際の様子が詳細に描かれ、彼からプレゼントされたバッグを大切にするエピソードが描かれた。山本と合流した当初は自殺の意思は無く、後ろから物音がしたのを切っ掛けに、山本と海に身を投げ心中する。
映画版ではかなり気丈な性格になっており、武器の受け取りを拒否し、政府への抵抗という形で心中を遂げている（山本が拒否する姿勢を見せているため、無理心中に近い）。
金井 泉（かない いずみ）
演 - 三原珠紀
女子05番。支給武器は不明（映画：手榴弾）。
小柄でかわいらしい少女。町内でも有数の大金持ちで町会議員を務める父親をもつお嬢様だが、それを鼻に掛けることはない。原作では瀬戸が想いを寄せており、沼井も彼女に好意を持っていた。内海を中心とする3年B組女子中間派グループの1人で、クラスのリレーメンバーに選ばれていることから、女子では足が速い方のようである。少なくとも優等生という訳ではないようで、園芸が趣味の様子。
容姿について沼井や瀬戸、三村から三者三様の評価が下されているが、少なくとも優れないという訳ではないらしい。原作では髪型の描写は無いが、映画版ではショートヘア、田口版漫画では聖子ちゃんカット、「天使たちの国境」では長い髪を二つに縛った髪型をしている。
プログラム開始後は島の南の海岸へ逃げてくるが、すぐ後からやってきた桐山と遭遇。彼の尋常ではない雰囲気を察したのか、一目散に逃げ出すが掴まり、目の前でゲームに乗るか乗らないかを決めるコイントスを見せ付けられる。結果桐山がゲームに乗ったためナイフ（漫画版ではイングラムM10サブマシンガン）で殺害され、桐山による最初の犠牲者となってしまう。時系列的には彼女がプログラム開始後最初の脱落者である。3番目（漫画版では6番目、映画版では9番目）の死亡者。出番は僅かなものの、様々な生徒から彼女の人物像が語られている。
漫画版では内海ら女子中間派グループに所属している描写があるものの、人物像は一切語られておらず、瀬戸の想い人が藤吉に変更されている為、原作以上に影が薄い。「天使たちの国境」では松井と中学校入学以来、仲が良かったと松井本人から述べられている。
映画では人物像が異なり、金持ちのお嬢様という設定はあるものの、沼井ら男子不良グループと何故か行動を共にする不良少女となっている。沼井達と共に桐山を拉致し、取り囲んで脅迫するが、返り討ちにされる。最初の銃撃ではからくも生き延び、最初の高圧的態度を翻して必死に命乞いをするが、容赦なく銃弾を浴びせられ死亡する。
北野 雪子（きたの ゆきこ）
演 - 金澤祐香利
女子06番。支給武器はダーツ（ボード付属）（映画：メガホン）。
小柄でふっくらとした頬をした女子。日下友美子とは幼馴染の親友同士で、彼女のことを「友美ちゃん」と呼んでいる。お菓子作りが趣味で、家庭的でふわふわした雰囲気と評される。少々気弱だが、友達想いの心優しい性格。七原に片想いしているが、親友の日下も密かに彼に好意を持っている事実を知らずにいた。
プログラムでは日下と行動を共にし、島の観光協会の施設に身を隠していた。始めはプログラムへの恐怖心を抱いていたが、彼女の説得に応じてメガホンでクラスメイトに停戦を呼びかける。しかし、その声を感知した桐山に襲撃されて負傷。最後に日下に自分も七原が好きだったことを告げられ、友情を確かめ合うが、直後日下を目の前で射殺され、桐山の姿に恐怖しながら自身も止めを刺され死亡する。15番目（漫画版では14番目、映画版では18番目）の死亡者。
漫画版では小学生時代のエピソードが描かれており、その時の七原の言動を思い出して、メガホンで2人で停戦を呼びかけている。
映画版では桐山に最初の掃射で腹部を撃たれて動けなくなった後、同じ箇所に至近距離から再度マシンガンの掃射を受けてメガホンを取り落とし、そのメガホンを口に当てられた状態で止めを刺される。声を出させるためにわざと止めを刺さずに傷つけられ続けるという他に例のない残虐な行為を受けており、原作よりさらに悲惨な最期であった。
日下 友美子（くさか ゆみこ）
演 - 加藤操
女子07番。支給武器は手榴弾2個 （映画：日本刀）。
長身でボーイッシュに短く切った髪、彫りの深い顔立ちの女子。ソフトボール部の4番を務めており、明朗快活な性格。北野とは幼馴染であり、親友同士。原作では幼い頃に、両親が入信していた光輪教の集会で北野と出会ったのが2人の交友の始まり（2人とも光輪教には特に興味は無かったが、クラスの女子からはやや浮いた存在となっていた）。
原作では小学生の頃、自分のキャラクターペンが見失った際にかつての親友を疑ってしまい、教師も絡んだ事件になってしまうが、後に自宅で見つかるものの、親友は蟠りが出来たまま転校して行ってしまった。それ以来人をなるべく信用し、長所を見ることを心がけてきた。彼女も北野と同じく七原に片想いをしていたのだが、親友のために黙っていた。以上のことからかなり高い人間観察力を身につけている。
プログラムでは初めは北野と共に観光協会の施設に身を隠していたが、前述の価値観からプログラムのルールを拒否し、同級生を信じてメガホンでクラスメイトに停戦を呼びかける。しかし、桐山に見つかってサブマシンガンで撃たれ、致命傷を負う。最後に北野に自分の七原への想いを伝えた直後、桐山に止めを刺され死亡する。14番目（漫画版では15番目、映画版では17番目）の死亡者。
漫画版では北野同様、小学生時代のエピソードが描かれており、その時の七原の言動を思い出して、メガホンで2人で停戦を呼びかけている。
映画版では北野のことを「ゆっこ」と呼んでおり、七原への秘めた想いについては言及されていない。拡声器での呼びかけの最中、返事をした七原に北野の想いを伝えようとした直後、桐山に撃たれ殆ど即死している。
琴弾 加代子（ことひき かよこ）
演 - 三村恭代
女子08番。支給武器はS&W M59（映画：グロック19 9ミリ）。
小柄でショートカットの髪に、引き締まった口で低めの鼻、切れ長の目が特徴の女子。中学1年時から、城岩中茶道部の先輩の紹介で茶道（漫画版では華道）を習っている。清楚で大人びたイメージを受けるが、実際は茶目っ気のある今風の少女。原作では両親と姉のいる普通の家庭で育っており、茶道教室の師範代的立場であった若い男性に恋心を抱いていた。
杉村から好意を寄せられていたが、琴弾本人は全くそのことに気がついておらず、彼を千草の彼氏だと思っており、むしろ杉村の外見や口数が少ないこと、たまにしゃべった時には彼女に対してぶっきらぼうな言葉を使っていたこともあり、あまり良い印象は抱いておらず、その影に隠れた杉村の優しさに全く気がつかなかった。
プログラム中は禁止エリア指定のために2回移動したのを除き、殆ど動かずに1人で身を隠していた。プログラム終盤、彼女を探して追いかけて来た杉村を自分を殺しにきたものと勘違いし、発砲してしまう。瀕死の杉村に、川田に教わったプログラムの脱出プランや真相、自分への想いを打ち明けられたことで錯乱、罪悪感で号泣し無防備になっているところを相馬に頭（映画版では胴）を撃たれ、杉村に覆い重なるように死亡した。36番目（映画版では34番目）の死亡者。
映画版ではおしとやかというよりお茶目な性格という設定だが、性格についての表現が原作とは少し違う。また杉村とは一度も話したことがなかったから彼の気持ちに気がつかなかったという設定になっている。しかし千草とは親しい関係にあり、校内バスケ大会ではともに杉村を応援していたり、修学旅行でのバスでは千草としおりらしきものを読んでいる。
漫画版では人物像が異なり、母親がクラブのママかつ銀行家の妾であり、時々そのクラブを手伝っていたせいで、クラスの女子の中では浮いた存在だった。また、初めは杉村のことを怖がってはいたが、捨て猫を切っ掛けにした交流もあった（その捨て猫は後に杉村の飼い猫になっている）。プログラムでは原作・映画版と違い、杉村と和解して行動を共にし、彼に惹かれていく。七原たちとの合流を試みるが、途中桐山と遭遇。彼との交戦の末に、瀕死に陥った杉村に自分の想いを伝えた直後、こめかみを撃たれ向かい合うように倒れ込み死亡する。
漫画版のプロフィールでは、身長154センチメートル、体重50キログラムであるとされている。漫画版で行われた後期の人気投票では9位に入賞。
榊 祐子（さかき ゆうこ）
演 - 日向瞳
女子09番。支給武器は特殊警棒＋シアン化カリウム（漫画・映画：シアン化カリウムのみ）。
細身で肩まである髪が特徴の女子。非常に気弱で、争い事や競い合いに向かない性格。幼い頃、母や兄と共に貧困な家庭の中で実父から度々ひどい家庭内暴力を振るわれていた。その実父は賭け事絡みのトラブルでヤクザに刺されて死亡するが、彼の影響で暴力を極端に恐れるようになる。以降母と兄の三人暮らし。学校生活では七原に対して好印象を抱いていた描写がある。
プログラムでは七原が大木を誤って殺害してしまう場面を偶然目撃してしまい、それを故意によるものと思い込んでパニックに陥り、島中を彷徨っていた所を内海達に発見され、行動を共にすることに。その後、内海が負傷した七原を発見し、灯台に収容し介抱しようとした際、榊は自分の目撃した事件を理由に強硬に反対するが、七原に恋愛感情を抱く内海や他のメンバーの説得でやむ無く受け入れる。
疑心暗鬼の芽は無くならず、七原が意識を取り戻したことを知らされると再び恐慌状態に陥り、密かに彼を毒殺しようとする。だが、七原が食べるはずだった毒入りシチュー（映画版ではスープスパゲティー）を有香がつまみ食いして死亡したことにより、灯台で同士討ちが発生し、自分以外の仲間は皆命を落としてしまう。騒ぎを聞きつけ駆けつけた七原から逃げ出そうとするが、灯台の屋上で七原から説得と共に事情を説明された事で、すべてが自分の誤解だったことに気がつく。最後は自分の犯した過ちの罪悪感に耐えかね、七原や内海達に対する謝罪の言葉を述べながら、七原の制止を振り切って投身自殺する。34番目（映画版では32番目）の死亡者。
漫画版では父親は生存しており、過保護な両親となっている（父親は宗一郎、母親はかおりと名付けられている）。暴力を極度に恐れるようになった理由は、父親が暴力描写を拒否していることや、クラスメイトの男子（2人は沼井と旗上）が教室で血を流しながら殴り合いをしているところを間近で目撃してしまったからであり、それが原因で一時期不登校になっていた。
映画版では自らが引き起こしてしまった惨劇を目の当たりにした事で精神錯乱を起こし、七原が説得する間もなく、灯台の屋上から投身自殺してしまい、最後まで大木の殺害が事故であったと気づくことは無かった。
漫画版のプロフィールでは、身長154センチメートル、体重49キログラムであるとされている。
清水 比呂乃（しみず ひろの）
演 - 永田杏奈
女子10番。支給武器はS&W ミリタリー&ポリス（映画：コルトガバメント、漫画：コルト・トルーパー）。
相馬、矢作と行動を共にする不良少女。パンク風に髪を立てているのが特徴で、不良ながらもクラスで指折りの美人。高校生や大学生に見えるほど大人びている。気が強い性格で、相馬達と共に恐喝、窃盗、売春、果ては薬物に手を出すなどし、原作では2年の時に江藤に対して執拗ないじめを行っていた。しかし、蛙が苦手という女の子らしい面もある。また、天堂の「秘密」を知っていた唯一の人物でもある。
プログラムでは、普段つるんでいた相馬の危険な本性を知っていて最初から信用しておらず、矢作についてもお人よし過ぎると早々に見限っていた。誰も信用しないが、正当防衛以外で人を殺さないという独自の行動方針をとる。南に出会い頭に発砲され肩に被弾、交戦するが途中で七原が現われて戦いを止めるよう説得される。しかし、耳を貸さずに隙を見せた南を射殺して逃亡。その後敗血症を発症し、山中で渇きに苦しみながら彷徨い民家で井戸を発見。しかし、そこで待ち伏せていた織田に防弾チョッキを利用した騙し討ちに遭い、ベルトで絞殺される。22番目（映画版では19番目）の死亡者。
漫画版では原作より素直な性格になっており、南と共に七原の説得に応じようとするが、再び発狂した南に肩を撃たれて逃亡。山中をさまよっていた間もずっと、七原の仲間になれなかったことを後悔していた。その後、織田の騙し討ちによって井戸に突き落とされ、七原達と共にプログラムから脱出する幻想を見ながら溺死するという悲惨な最期を告げる。
映画版では性格や設定が少し異なり、相馬とつるんではいたが内心は日頃から恨み（彼氏を寝取られたなど）を持っており、更に相馬がゲームに乗って江藤を殺害したことから相馬の殺害を決意。相馬が潜伏していた農家の小屋で待ち伏せし、彼女を銃で脅して殺害しようとするが、私怨を晴らすためにすぐに息の根を止めなかったことが仇となり、相馬の突き出したスタンガンでひるんだ隙に銃を奪われる。逃亡を図るが、奪われた銃で背中を撃たれ死亡する。
漫画版のプロフィールでは、身長167センチメートル、体重54キログラムであるとされている。
谷沢 はるか（たにざわ はるか）
演 - 石井里弥
女子12番。支給武器は不明（漫画：特殊警棒・映画：ブローニング・ハイパワー9ミリ・漫画『天使たちの国境』:「トンカチ」）。
バレーボール部のアタッカーを務めている女子。ショートヘアで、172センチメートルとクラスの女子では一番の長身。同じバレー部の内海とは特に仲がよく、内海を中心とする3年B組女子中間派グループのサブリーダー的立場にある。
プログラム中では最初に内海と偶然遭遇し合流、他の女子生徒を4人集め、島の灯台に身を隠した。内海と共に灯台ではまとめ役を務めていたが、有香が毒殺された際は、パニックを起こし銃を取った野田と激しく罵り合って挑発に近い軽率な行動をとり、結果彼女にUZIで銃撃されて致命傷を負う。最後の力を振りしぼって野田を射殺するが、その反動で作動したUZIの銃弾を受けて絶命する(原作では首が千切れかけるほど撃たれたという描写がある)。32番目（漫画版では33番目、映画版では29番目）の死亡者。
「天使たちの国境」エピソード1では、彼女にスポットを当てた話となる。内海に対して密かに同性愛的な恋愛感情を抱いていた（このため、自分をヘンタイだと思い込んでいた）。しかし、彼女が男に電車で痴漢された過去もあり、自身の想いを伝えることは無かった。
映画版では野田を射殺したのは内海となっている。また、七原のことを典子が「七原君」、内海が「七原」と呼んでいるのに対し、彼女は「秋也」と呼んでいる場面がある。
千草 貴子（ちぐさ たかこ）
演 - 栗山千明
女子13番。支給武器はアイスピック（映画：折りたたみナイフ）。
プライドが高く、気の強い性格の女子。両親と妹・彩子の4人暮らしで、ハナコという犬も飼っている。少々きつめの貴族的な顔立ちで、クラスでも一番の美人。メッシュを入れた茶髪の長髪に、金属製アクセサリーを多数身に着けている。装いは派手だが、陸上部の短距離エースであり、県大会歴代2位の記録保持者でかつ学業も優秀なため、教師からも服装のことは大目に見られている。
周囲から尊敬はされていたが（相馬も彼女には一目置いており、千草と対峙した際は「私よりも美人。」と発言したほど）、クールな性格の上プライドの高さが原因でクラスでは孤立気味で、特に親しい友人もいなかったが（C組には「北沢かほる」という親友がいる）、杉村とは家族ぐるみの付き合いをしている幼馴染で、非常に仲がよく、周囲からは恋人関係にあると思われていた。また、杉村が拳法を習い始めたのは、彼女の叱咤激励によるところが大きい。杉村に対して、内心では幼馴染以上の想いを寄せていたが、そこまではっきりしたものではなく、以前は陸上部の先輩に恋心を抱いており、それも先輩の卒業と共に過去のものとなっている（その先輩にはすでに彼女がいることもあり、交際を望むほど強い好意ではなかった）。
プログラムでは開始後、襲撃されるのを警戒して、出発直後に全速力で分校から離れ（この判断はゲームに乗った赤松から逃れることはできたが、結果的に杉村との合流の機会をふいにしてしまう）、杉村か、女子で比較的信用の置ける内海あたりと何とか合流しようとするが、途中で新井田と遭遇。脅迫紛いの合流要求をにべもなく断るが、逆上した新井田に性行為を要求するような発言をされ、さらに杉村を侮辱されたことで頭にきて戦うことを決意。足をボウガンで射抜かれながらも、どうにか新井田を刺し殺す。その直後、相馬に声をかけられ、彼女の尋常でない雰囲気を察して全速力で走るも撃たれ（漫画では油断していた所を背後から不意を突かれ）致命傷を負う。最期は杉村に発見され、彼に看取られながら死亡する。19番目（映画版では21番目）の死亡者。
映画版では黄色いジャージ姿を着用しており、劇中で「神様」と何度も語りかけるなど、ヤンキー感・カルト的な面が強く描かれている。また杉村に片思いしているという設定がある。
原作ではあくまで目立つ脇役であり、決して主要キャラと言える扱いではなかったが、映画版では三村よりもエンドロールの名前が先に表示される（4番目）など、出番こそ少ないものの主要登場人物として扱われている。
漫画版のプロフィールでは、身長163センチメートル、体重51キログラム、陸上部に所属、ほぼ全科目を得意とし、ほぼ苦手科目は存在しないとされている。漫画版で行われた人気投票ではいずれも8位に入賞。
天堂 真弓（てんどう まゆみ）
演 - 野見山晴可
女子14番。支給武器はヌンチャク（映画：ボクシンググローブ）。
ロブスターのような一本に編んだ長い髪と、幅広のリボンが特徴の女子。クラスメイトとの交友関係が薄く目立たない生徒だが、品行方正な性格は皆を欺く表の顔で、裏では伝言ダイヤルを使った援助交際を繰り返していた。
プログラムでは七原の直前に出発したが、分校を出た途端、待ち伏せていた赤松によりボウガンで放たれた矢に頭を撃ち抜かれて死亡していた。4番目(漫画版、映画版では3番目)の死亡者。プログラム開始後、最初にその死が描写された生徒。端役であるものの、僅かな描写から二面性のある人物像がうかがえる。
漫画版では番外編を含めて唯一、一言の台詞も無い生徒であり、人物背景も一切語られないため、金井泉共々、原作以上に存在感が薄い。
映画版では原作や漫画と違い台詞があり、他の生徒たちがキタノの授業をボイコットする中、一人真面目に彼の授業を受けていた典子に怒り、藤吉、矢作と共に彼女をトイレに閉じ込め、いじめを行っていた。プログラムでは赤松によって放たれたボウガンの矢が首に刺さるも、暫くは生きており、七原の前で力尽きる。
中川 有香（なかがわ ゆか）
演 - 花村怜美
女子16番。支給武器はCz75（映画：マイクロウージー9ミリ・漫画『天使たちの国境』：ワルサーP38）。
内海を中心とする、3年B組女子中間派グループに所属する女子。ぽっちゃりとした体型で（映画では普通の体型である）、日焼けしている。食いしん坊の明るいお調子者で、クラスのムードメーカー的存在。テニス部に所属しており、スプラッター映画が好きらしい。
プログラムでは内海らと合流し、島の灯台に身を隠すが、お調子者の性格故に、場の雰囲気を考えない軽はずみな発言が目立っていた。七原が口にするはずだった榊の毒入りシチュー（映画版ではスープスパゲティー）を口にしたため、嘔吐し、顔を赤黒くさせて赤い泡を吐き苦しみながら（映画では大量の血を吐き）死亡するという、凄惨な最期を遂げる。29番目（映画版では27番目）の死亡者となり、彼女の死がこの直後の悲劇を引き起こすことになった。
漫画版ではプログラム中、桐山からの襲撃を受けて気絶した七原を杉村が救出し、彼を抱き上げて灯台まで運んだ姿に対し、腐女子めいた発言をしていた。「天使たちの国境」では旗上とは家が近所で、「カッちゃん」と呼ぶほど、小さい頃は親しくしていたとされる。
野田 聡美（のだ さとみ）
演 - 神谷涼
女子17番。支給武器はUZI（映画：レミントンM870ウイングマスターコンバットショート）。
ボストンタイプの眼鏡をかけた優等生の女子。内海を中心とする3年B組女子中間派グループの1人。ハスキーな声質の持ち主。クールな性格だが、やや神経質な面がある。原作では特に髪型の描写はないが、「天使たちの国境」ではエピソード1（大西実生画）、エピソード2（小熊陽平画）共に後ろ髪を一本の三つ編みにした髪型になっている。映画版や田口雅之漫画版では、ショートヘアになっている。
プログラムでは内海らと合流し、共に島の灯台に身を隠していた。しかし、心の底から皆を信頼していた訳ではなかったのか、不眠に悩まされるなど落ち着かない様子が目立っていた。榊が誤って有香を毒殺してしまったことを契機に疑心暗鬼が膨れ上がり、仲間の中に裏切り者がいると思い込み、錯乱状態になりながら銃を振りかざして喚き散らす。松井が銃を取ろうとしたのをきっかけに発砲をし、榊以外の3人を射殺。しかし、自身も谷沢（映画版では内海）が死に際に放った弾丸を頭部に受けて死亡する。33番目（漫画版では32番目、映画版では30番目）の死亡者。
映画版では不眠症という設定で原作同様、眼鏡をかけたクールな優等生という設定があるもののゲーム中、有香が死亡する前から情緒不安定な様子が見受けられ、錯乱後は優等生らしからぬ荒っぽい言葉遣いに変わっている。(一応映画版ではキレると怖いという設定がある)。昨夜も一昨日も眠らなかった原因について谷沢に問いただされた際、元々慢性の不眠症で睡眠薬を忘れてきたためと答えているがそれが理由で眠らなかったのかは不明。
藤吉 文世（ふじよし ふみよ）
演 - 井上亜紀
女子18番。
クラスの保健委員を務めている、物静かで面倒見のいい女子。色白で広い額の持ち主（漫画版ではそれに加え、ややぽっちゃりした体型をしている）。
プログラムのルール説明中に何か内海に話しかけようとしたところ、坂持（漫画版では嘉門、映画版ではキタノ）が投げたナイフが額に刺さり、絶命する。原作では第2の犠牲者だが、映画版では最初の犠牲者。危機的状況の中、内海に話しかけようとしたことや灯台での内海の発言から、内海を中心とする3年B組女子中間派グループに所属していたと思われる（漫画版でも内海らのグループに所属していた描写がある）。
漫画版では瀬戸の想い人となっており、原作の彼の口から語られている金井の人物像は、全て彼女のものとなっている。プログラムのルール説明中に彼女が殺されたことで、七原らは国信を殺した嘉門に立ち向かっていたのに対し、瀬戸から自分が何も出来なかったことを不甲斐無く思われていた。
映画版では若干人物像が異なり、他の生徒たちがキタノの授業をボイコットする中、一人真面目に彼の授業を受けていた典子に怒り、矢作、天堂と共にトイレに閉じ込め、いじめを行っていた。また、フランス版では保健委員という設定は無くなっている。
松井 知里（まつい ちさと）
演 - 金井愛砂美
女子19番。支給武器は不明（映画：ワルサーPPKS 7.65ミリ）。
小柄で髪の長い女子。大人しい性格であまり目立たない。内海を中心とする3年B組女子中間派グループの1人で、プログラム中でも彼女らと合流し島の灯台に身を隠した。三村に片想いをしており、彼の死が知らされた時は涙を流した。
プログラムでは有香の死をきっかけに、銃を取ってパニックを起こした野田に対していち早く別の銃を取ろうとするが、有香を殺した犯人だと過剰反応した野田に蜂の巣にされてしまう。銃を取った彼女が野田に射殺されることによって、灯台における激しい銃撃戦が火蓋を切るきっかけとなってしまう。30番目（映画版では28番目）の死亡者。
「天使たちの国境」エピソード2では彼女を中心とした話となる。兄の影響で外国に興味を持ち、英語を熱心に勉強しながら、防衛婦人会が主催する習い事に通い、将来は文化使節団として外国に行くことを目指していた。外国に興味を持っていただけの兄は反政府思想疑惑をかけられ、後に自殺している。ひょんなことから学校外で会った三村と親しく会話し、当初はプレイボーイの噂もあった彼を警戒していたが、お互いの身の上話をする内に好意を抱くようになった。また、金井泉とは中学校入学以来仲が良かった様子。
有香の死をきっかけに銃を取ってパニックを起こした野田に対していち早く別の銃を取って撃たれたが、漫画版では「銃をおろそう？」と言いながら銃を取って銃口を野田に向けて撃たれ、「天使たちの国境」では混乱している野田に敵意がないことを示すために銃を捨てようしたが、それを誤解した野田に撃たれる。映画版では事態を収めようとする内海を疑って武器を取ろうとした所を野田に自分の事を狙おうと勘違いされ、撃ち殺される。
映画版では髪を二つに結んでいる。また、料理上手という一面があり、みんなのために美味しいスープスパゲティーを作っていた（味見をした有香曰く「嫁さんにしたい」ぐらいの出来との事）。しかし、度重なる疑心暗鬼の影響で、慎重な態度を取る内海に対して内心的な苛立ちと不満を持ち、有香が毒によって息絶えた後、事態を収めようとする内海を疑って（原作で野田が内海に言った「リーダーぶるな!」という台詞を、映画では彼女が言っている）面罵し、スープスパの入った鍋をぶちまけるなど、豹変すると性格が変わってしまう一面も見せた。銃を取ろうとした理由もまた、内海を真っ先に殺害しようとしたと言う理由に変更されている。田口版漫画と映画版では三村に片想いをしているという描写は特になされていない。
南 佳織（みなみ かおり）
演 - 関口まい
女子20番。支給武器はSIG SAUER P230（漫画：SIG SAUER P220、映画：ピッケル）。
江藤、稲田と親しい女子。両親と祖父母、姉の6人家族。アイドルオタクで、特に「フリップサイド」というアイドルグループの剣崎順矢に入れ込んでいる。首から下げたロケット型のペンダントはそのファンクラブ会員限定の品で、中には特にお気に入りのジュンヤの写真が入っている。ニキビが悩みの種で、ニキビクリームをいつも携帯している。稲田から光の戦士『ローレラ・ローザス・カオリ』の称号を授かっていたが、本人は相手にしていなかった。
プログラムではゲームの極限状態の中で錯乱してしまい、杉村と接触した後、清水と交戦し肩を負傷させ、有利に戦況を展開するが、説得に現われた七原に気を取られた隙に清水に頭を撃ち抜かれて死亡。20番目（映画版では23番目または24番目）の死亡者。
漫画版では相馬ら女子不良グループに恐喝されるなどしていじめられていた。プログラムではゲームの極限状態から錯乱し、相手構わず発砲していた（杉村とは接触していない）。清水との交戦中、一度七原の説得に応じる素振りを見せるが、再び発狂して清水を撃ち負傷させ、さらに七原も殺害しようとするが、駆けつけた川田にショットガンで頭を撃たれて死亡する。なお、原作の七原視点ではそれなりに可愛い子と評価されているが、漫画版では眼鏡をかけ、お世辞にも可愛いとは言い難い容姿をしている。
映画版では友人の稲田と彼女の出発前に友情を確かめ合うも、その後刺し違えて死亡している様子が描写された。
彼女が入れ込んでいるアイドル・剣崎順矢の元ネタは車田正美の漫画作品『リングにかけろ』の登場人物・剣崎順。その持ち歌である「銀河のマグナム」も、剣崎の必殺技「ギャラクティカ・マグナム」をもじったものである。
矢作 好美（やはぎ よしみ）
演 - 馬場喬子
女子21番。支給武器はコルト・ガバメント（映画版：ピコピコハンマー）。
相馬、清水と行動を共にする不良少女。小柄で童顔。原作では特に髪型の描写は無いが、漫画版では染髪のロングヘア、「天使たちの国境」では染髪のショートヘアになっている。
他の2人同様、窃盗、恐喝、売春などに手を染め、補導歴もあるが、3人の中では1番大人しく、のほほんとした性格。犯罪行為も相馬や清水の威を借る形で行っていた。2年の秋から、偶然町で出会って映画を見に行ったことがきっかけで倉元と付き合うようになり、彼のために売春行為を止め、他の悪事も極力しなくなったらしい。倉元は自分が不良であることを承知でそれでも自分を深く愛してくれていると信じていた。
プログラムでは倉元を探し回り、なんとか合流するが、疑心暗鬼に陥っていた彼に銃を奪われ、自分の前から消えるように脅される。倉元に酷い罵声を浴びせられながらも、懸命の説得で彼の正気を取り戻させた（漫画版ではより彼の正気が明確になっている）が、忍び寄っていた相馬によって倉本を殺されてしまう。彼女に合流を誘われるが（元々矢作を信用していたからではなく、弾除け等に利用するつもりだったらしい）、拒否して激しく罵ったため、使い物にならないと判断した相馬に頭を撃たれ死亡。17番目（映画版では13番目）の死亡者。
漫画版では小学生の時にいじめを受けており、中学になって箔をつけるために相馬グループに入ったという設定がある。また原作と違い、売春も相馬に強要されたことになっており、処女喪失のショックで傷心状態となり、そこでぶらりと立ち寄った映画館で倉元と会い、交際を始めたことになっている。また、倉元との交際の様子が原作より詳細に描かれていた。
映画版では小柄で童顔という設定はなく、他の生徒たちがキタノの授業をボイコットする中、一人真面目に彼の授業を受けていた典子に怒り、藤吉、天堂と共に彼女をトイレに閉じ込め、いじめを行っていた。またプログラムの説明中、私語をしてキタノにチョークをぶつけられた際、口答えするなど、原作と違い男勝りな性格になっていた。プログラムでは倉元と共に早々に自殺した（首吊りに使われたロープは倉元の支給武器だった）。
漫画版のプロフィールによれば、身長155センチメートル、体重58キログラムであるとされている。

## 政府関係者
坂持 金発（さかもち きんぱつ）
原作におけるプログラム担当教官。政府の役人。テレビニュースでは「教諭」と報道されており、元は普通の中学教師だった。
背は低いががっしりとした体つきであり、髪は肩口まで伸ばしている。服装はカーキのスラックスとグレーのジャケット、エンジ色のネクタイを付け、黒のローファーを履いている。既婚で二児の父。
政府の思想に完全に毒されている上（自分の娘に洗脳とも言える育て方をしていることを仄めかす描写すらある）、女性を強姦したり、殺人を茶化したりと、かなり俗悪な人物である。その反面、プログラム担当教官としては優秀で、見かけによらず戦闘能力は高い。頭の回転も早く、プログラム終了後に川田の脱出計画の一部を見抜き、七原、典子共々抹殺を図るが、七原達が船に乗っていたことには気づかず、自身の乗っていた船を襲撃した音に気を取られた隙に、川田に鉛筆を喉に突き立てられ死亡する。
3年B組金八先生の坂本金八のパロディキャラ。容姿も坂本金八がモデルで、番外編の「天使たちの国境」では金八と酷似した姿で描かれている。
嘉門 米美（かもん よねみ）
漫画版におけるプログラム担当教官。醜悪な容姿と、それに勝るとも劣らない下劣な性格をしている。
基本的な設定は坂持と類似しているが、人物像は若干異なる。「バカチン」が口癖。名前の由来は「カモンベイビー」から。
キタノ
演 - ビートたけし
映画版におけるバトルロワイアル担当教官。名前の由来は演じたビートたけしの本名から。3年B組の前の担任で、学級崩壊と家庭崩壊の板挟みになっていた過去がある。かつては体罰教師だったが、1年B組（後の3年B組）に授業ボイコットされる駄目教師になり下がった（陰では「キ印」という屈辱的なあだ名もつけられていた）。また、教師としての存在の背景に先述のような経歴（体罰教師）があるので、同僚からも疎まれていた模様。その日に国信にバタフライナイフで尻を切られ、学校を辞める間際国信に「お前駄目だから、学校に来なくていい」と言い残す。家族は娘・栞と妻との3人暮らしだが、娘からも「おじさん」呼ばわりされるなど、汚いモノにでも触れるように扱われている。
劇中（映画版）におけるBR法の対象クラスは「厳正なる審査」により選ばれるが、学級崩壊に逆ギレした教師がかつての教え子を恣意的に選択、対象クラスとする例も珍しくないらしく、キタノもそういった理由で担当教官に赴任した可能性が高い。
劇中における役割は坂持や嘉門と同じであるが、1年B組の中で唯一自分の授業に参加していた典子には心を開いており、典子が七原のために一生懸命焼いて持ってきたクッキーを黙々と食べていたり（死に際には最後の1枚をしっかり食べて息絶えた）、プログラム中も彼女を殺そうとした相馬を妨害して助けたりしている。また、家庭にも職場にも居場所がない自分に対し寂寥感や厭世感を抱くなど、坂持や嘉門に比べて人間らしい一面も見せている。
初めから死ぬつもりでこのプログラムに参加しており、最期は七原に銃撃され（初めは典子に殺されようと思っていたが、そのために出した水鉄砲を鉄砲と間違われ七原に銃撃された）、電話を掛けてきた娘と通話した直後に息を引き取った。
劇中ではプログラムの進行中にある絵を描き続けており、プログラム終了後に七原・典子・川田らと対峙した際にはこの完成した絵を見せていた。その絵は「殺し合う生徒の中で、典子だけが生き残る」という衝撃的な内容であり、それを見せられた七原たちは呆気に取られるしかなかった。なお、この絵はキタノ亡き後にシオリのもとへと届けられた事が続編の「バトル・ロワイアルII 鎮魂歌」にて明らかになっている。因みに、この絵はポスターカラーとコピックが使用されており、実際に描いているのも演じているたけし本人である。
続編の「バトル・ロワイアルII 鎮魂歌」にも僅かながら出演し、そこでは娘のシオリと直接絡んでいる（時系列ではBRの担当教官を行う前）。
なお、監督の深作は出演オファー時にたけしに対して「役名をたけしの本名である『北野武』にして欲しい」とお願いしたのだが、たけしが拒否したため、結局表記をカタカナにする事で出演が決まったという。このように役名はたけしの名字を単純にカタカナにしただけだが、たけしは「キタノは（自身の）本来っていうか、本性じゃない。」と公式ガイドブック内で語っている。また、撮影は原作の小説を読まずに臨んだという。
田原時彦（たはらときひこ）、野村（のむら）、近藤（こんどう）、加藤（かとう）
坂持と共にプログラムのスタッフとして参加する大東亜共和国専守防衛軍の兵士。田原は坂持の命令で瀕死の状態だった国信にとどめを指す（漫画版では、致命傷を負わせるのも、止めを刺すのも嘉門であり、映画版ではキタノがリモコンで国信の首輪を爆殺させている）。中学教師だった頃の坂持の生徒。船に隠れて乗り込んでいた七原に射殺される。
田原、野村、近藤の3人の名前の由来は「たのきんトリオ」。
安城（あき）
演 - 竜川剛
映画版のみの登場人物。自衛隊員で、階級は三尉。BR執行本部の副官としてキタノと伴い沖木島にやってくる。主にゲームの進行管理を受け持ち、迅速な行動を生徒たちに要求する。時には実力行使に出る事もある（ルール説明時に国信と元渕が争いを始めた際は、国信を力強く羽交い締めし、キタノに首輪を作動させ国信を爆殺した）。キタノとはコミュニケーションが上手く取れていない様子（分校内でキタノに話しかけるも無視されたり、キタノの側にあった典子が作ったクッキーやゲームに関する資料を触ろうとすると、無言ですぐに横取りされたりしている）。システムダウンされた際には大きく焦り、声を荒げ「早くしろ！」と部下に罵声を言ったり、挙句の果てには部下を思い切りどかして自分でシステムダウンを阻止しようとするなど精神的に幼稚な部分がみられる。ゲーム終了後はキタノの判断で先に帰投させられる。
続編である「バトル・ロワイアルII 鎮魂歌」にも登場しているが、そこでは三尉から一尉に昇格している。
ビデオのお姉さん
演 - 宮村優子
映画版のみの登場人物。BR解説ビデオに登場する、BR法推進委員会のアイドル的存在。生徒たちが置かれている深刻な状況とは裏腹に、場違いな明るいテンションでルール説明を行う。コンピューターの警告音声その他、様々な所でその声がサンプリングされている。昔、声優をやっていたらしい。
バスガイド
演 - 深浦加奈子
映画版のみの登場人物。修学旅行に向かう3年B組の生徒たちが乗ったバスに同乗するバスガイドであるが、それは仮の姿であり、本当の正体は秘密裏にBRの会場まで該当クラスの生徒たちを運搬する役割を担う自衛隊員である。生徒たちを催眠ガスで眠らせ作戦行動を取っていた所、移動中に起きてしまった七原を警棒で殴り気絶させた。催眠ガスがバス内に巻かれている際には運転手と共にガスマスクを着用している。
総統
大東亜共和国の最高権力者。
テレビニュースに度々映っており、正月には官邸で普通の人たちの前に現れている。プログラムの優勝者には直筆色紙が贈られるが、川田から直筆色紙について「幼稚園児みたいな字」と評されている。
物語開始時点での総統は325代目とされているが政府の捏造であり、本当は第12代目である。また「総統」自体が体制への求心力のためのシンボルにすぎず、最高権力者としての実態が存在しないという見方もある。
第317代とされる総統はプログラム開始初年の1947年にプログラム実施に反対する運動に対し、プログラムの正当性を説いた四月演説を行っている。

## 生徒たちの親族・関係者
七原の父
演 - 谷口高史
原作では存在が語られるのみ。法律関係の人を助ける仕事をしていたという。
漫画版では番外編に登場。
映画版では、男手一つで七原を育ててきたが、七原が小学校6年の時に失業してしまう。その後職探しをするも、折からの不況のために就職が中々決まらない。そして七原が中学へ入学した日に自宅で電気コードを使用して首つり自殺をした（第一発見者は帰宅した七原）。トイレットペーパーを体に巻き付けながら息絶えており、そこには彼の普段からの口癖であった「秋也がんばれ!」という文字が何度も書き連ねてあった。
なお、続編の映画「バトル・ロワイアルII 鎮魂歌」には、七原の父と容姿が酷似した自衛隊の特殊部隊「ATTAT」の隊長が出演している（演じている俳優も同じく谷口高史である）。
安野 良子（あんの りょうこ）
七原と国信が生活している孤児院・慈恵館の館長。前館長の娘であり、熱心なクリスチャンでもある。約10年前に高校生であったため、年齢は20代後半と思われる。七原と国信がプログラムに選出されたことを知らされた際に反発したため、坂持（漫画では嘉門）に強姦されてしまった。
漫画版ではプログラム終了後、以前と変わらずに子供達の世話をしている他、恋人らしき男性と仲良さげにしている様子を逃走中の七原によって目撃される場面が描かれた。映画版では登場しない。
新谷 和美（しんたに かずみ）
七原の1つ年上のサックスプレイヤー。原作では彼女の影響で七原はロックに興味を持つようになった（漫画、映画版ではロックへの興味を持つきっかけが異なり、新谷も登場しない）。七原に告白されるが、彼氏がいたためにあっさり振っている。ぽっちゃりした容姿らしい。
大貫 慶子（おおぬき けいこ）
演 - 美波
川田のクラスメイトで元恋人。三つ編みの長い一本結びが特徴的。かなりの美人。
前年度の神戸で実施されたプログラムに川田と共に巻き込まれ、死亡した。バードウォッチングが趣味で、彼女が川田にプレゼントした笛（バードコール）が彼にとっての形見になっている。
各メディアによって死因が異なり、原作では川田が最初に見つけた時にはすぐに逃げられてしまい、川田が2回目に見つけた時にはすでに死亡していた。漫画版では川田が論理的な面を強調したことに対し、「人の心を軽視している」として口論になったことがある。プログラムでは川田が日本刀でクラスメイトを刺し殺している場面を見て恐怖を感じて逃亡。残り3人まで生き残った終盤、川田の背後の敵に発砲したのを、自分への攻撃と勘違いした川田の咄嗟の反撃に遭い死亡。映画版では、タイムリミット寸前、自分を殺させて川田を生き残らせるために銃で発砲、川田に射殺された。回想は断片的で二人の関係はほとんど描かれず、笛のエピソードも登場しない。
三村の叔父
演 - 千葉真一
三村の父方の叔父。狭い借家の一人暮らしをしながら機械工場で働いていた。幅広い知識と実践的な技術を持っており、三村にはネットハッキングを含めたコンピューター技術、爆弾製造、バスケットボール、プレジャーボート、ナイフ、喧嘩などをレクチャーし（ただし銃は持っておらず、撃ち方も教えてくれなかった）、あらゆる点で影響を与えた。三村にとって、実の親以上に尊敬でき、何をやっても敵わない存在。反政府思想を持って反政府運動に関わっていた。プログラムの2年前に感電により急死したが、実際は危険思想のために政府によって秘密裏に殺害されたらしい。
漫画版では紳士的な容姿のバーのマスター。不特定多数の女性と軽薄に交際していた三村が1人の女性と真剣に交際できることを密かに望んでいたが、七原などの親友ができたことを喜んでいた。
映画版では存命であり、アジア某国でゲリラ活動をしている。当初は国会議事堂への爆弾テロを計画していたが、何らかの理由で逃走しており、この国での政治闘争を諦めている模様。公式ガイドブックでは「考えようによっては無責任な正義を振りかざす大人」とも紹介されている。映画版の2では「戦う方法」を自ら望んで教えてもらっていた七原の回想から、七原がワイルドセブンを結成する前に死亡した模様。
映画版の2では真樹雄（まきお）という名前が設定され、漫画「天使たちの国境」では信崇という名前が設定されている。
三村の叔父の恋人
漫画版のみの登場人物。三村の叔父の影響を受けて反政府活動をしている。三村の叔父が死亡した後、三村に爆弾の部品である雷管を渡した。プログラム終了後の七原と典子に対し、国外脱出の手配を整えるなどの世話をした。
なお、原作においても、身に着けていたピアスは「ずっと前に死んだ好きだった女のもの」として、想いを寄せていた女性が語られているが、それが恋人であるかどうかは不明。「天使たちの国境」では、三村の叔父が片想いしていた女性の存在が三村の口から語られている。その女性は三村の叔父とは別の男性と恋人として付き合っていたが、その男性が反政府運動に絡んで処刑され、その後に精神を病んで自殺した。女性の名前は「島本修子」。
中田（なかた）
漫画版のみの登場人物。神戸での川田のクラスメイト。
大貫に好意を持っており、半ばストーカーめいたことをしていた。神戸で実施されたプログラムに川田と共に巻き込まれる。プログラム中は大貫に銃を突きつけるが、川田に「安全装置がかかっている」と騙され、動揺したところを射殺される。

## 教師
林田 昌朗（はやしだ まさお）
演 - 中井出健
城岩中学3年B組の担任教師。痩せ型で、度の強い眼鏡をかけていることから『トンボ』とアダ名付けされている。プログラムに反対し、生徒を庇うが政府に射殺される。その後、遺体はプログラムの説明の際に生徒達に晒され、プログラムという現実を認識させるために利用された。漫画版では転入直後の川田と話す場面が追加されており、川田の喫煙を穏やかに咎めるよき教師としての姿を見せる。
年齢は不明だが、映画版では無精髭を生やした中年、漫画版では初老である。また、映画版ではキタノと比較すると生徒と年齢も比較的近いために、一緒に遊べるテンションを持っていた（修学旅行に向かうバスの中でも、女子生徒たちと仲良くゲームをして遊ぶ描写が存在する）。そのため、殺されたのは上述の通りBR法実施に反対したからであるが、キタノによる嫉妬も大きかったとされる。
坂口 健一郎（さかぐち けんいちろう）
漫画版のみの登場人物。城岩中学の体育教師。
柔道でオリンピックの選抜までいった。三村に曝されたパンツが豹柄だったため男子からジャガーと呼ばれている。柔道の授業で生徒（杉村）が降参しているにもかかわらず無視して失神させるなど教師以前に人としての道徳心に欠ける面が目立つ。桐山と対戦した際に予想外に桐山が手強く、あっさり投げ飛ばされた為に、面子を潰された事に怒りを覚え、顔面を殴打するという大人気ない行動に出たが、桐山に報復として右目を抉り出されてしまう。

## その他
エディ
慈恵館で飼育されていた犬。5年前に門の前で轢き逃げされて死亡した。映画版では登場しない。
舞（まい）
声 - 岩村愛
映画版のみの登場人物。城岩学園中学校3年B組の1つ前に実施されたバトル・ロワイアルの優勝者であり、映画の冒頭シーンにて登場。バトル・ロワイアル終了後、自衛隊員にガードされながらも多数の報道陣に囲まれた際に、血まみれの姿で不気味な笑顔を浮かべていた。支給武器は「呪いの人形」。
続編である「バトル・ロワイアルII 鎮魂歌」にも引き続き出演しており、ここでは七原が率いる反BR法組織「ワイルドセブン」の一員として登場する。また、前作では名前は不明だったが、当作で「舞」という名前である事が明らかになっている。なお、前作の支給武器である「呪いの人形」は今作でも大切に所持している。
ちなみに今作でこの役を演じた岩村愛は、当初は主役である典子役にキャスティングされていたのだが、怪我をして前田亜季と交代となってしまい、前回優勝者の少女役として出演したという経緯が存在する。
栞（しおり）
声 - 前田愛
映画版のみの登場人物。キタノの娘。劇中では姿は見せず声のみの出演となっている。何回か携帯に電話をかけてくるが、病弱な母親が体調が悪いなど、業務的な報告が多い。父であるキタノの事を「おじさん」呼ばわりしたり、電話での会話中に「別に帰ってこなくていい」「電話でも息しないでくれる?臭いがこっちまで来てクサいから」などと突っぱねるなど、かなり嫌っている様子。キタノとは彼が死ぬ間際に電話で最後の会話をし、「人のこと嫌いになるってのは、それなりの覚悟しろってことだぞ。」という言葉を残された。
続編である「バトル・ロワイアルII 鎮魂歌」では、女子生徒側の主人公・キタノシオリとして登場する。ここでは自らBRに志願しており、次期参加が内定していた鹿之砦中に転入している。また、僅かながらキタノと絡むシーンも存在する。
少年A
七原の記憶に登場する殺人者。本来ならば現状の少年犯罪の象徴として映画版に登場する予定だったが、実現されなかった（理由は不明）。
堀辺 大和（ほりべ やまと）
漫画版の番外編のみの登場人物。大東亜共和国の格闘家。
格闘技の試合を見に来ていた相馬と肉体関係を持つが、後に彼女に薬物を盛られ、カードなどの暗証番号を聞き出されて大金を奪われた挙句、その薬の幻覚症状によって運転中に崖から転落死する。